# Киевский трамвай
Киевский трамвай (укр. Київський трамвай) — вид городского общественного транспорта в столице Украины городе Киеве. Трамвай в городе был открыт 1 (13) июня 1892 года, став первым в Российской империи электрическим трамваем. 30 декабря 1978 года в Киеве была открыта первая в СССР линия скоростного трамвая, построенная по инициативе Владимира Веклича и Василия Дьяконова. Управляется коммунальным предприятием «Киевпастранс».

## Маршруты
| №  | Начальный пункт            | Конечный пункт            | Депо         | Примечание                       |
| -- | -------------------------- | ------------------------- | ------------ | -------------------------------- |
| 1  | Михайловская Борщаговка    | Станция «Старовокзальная» | им. Шевченко | Правобережный скоростной трамвай |
| 3  | Станция «Кольцевая дорога» | Станция «Старовокзальная» | им. Шевченко | Правобережный скоростной трамвай |
| 4  | Станция «Милославская»     | Станция «Троещина-2»      | Дарницкое    | Левобережный скоростной трамвай  |
| 5  | ул. Сержа Лифаря           | Станция «Троещина-2»      | Дарницкое    | Левобережный скоростной трамвай  |
| 8  | Ст. М. Лесная              | ст. м. «Позняки»          | Дарницкое    |                                  |
| 11 | ул. Иорданская             | Контрактовая площадь      | Подольское   |                                  |
| 12 | Пуща-Водица                | Контрактовая площадь      | Подольское   |                                  |
| 14 | Пр. Отрадный               | Контрактовая площадь      | Подольское   |                                  |
| 15 | Пр. Отрадный               | ул. Старовокзальная       | Подольское   |                                  |
| 16 | ст. м. «Героев Днепра»     | Контрактовая площадь      | Подольское   |                                  |
| 17 | Пуща-Водица                | ул. Иорданская            | Подольское   |                                  |
| 18 | ул. Старовокзальная        | Контрактовая площадь      | Подольское   |                                  |
| 19 | пл. Тараса Шевченко        | Контрактовая площадь      | Подольское   |                                  |
|    |                            |                           |              |                                  |
| 22 | бульв. Перова              | ЗЖБК                      | Дарницкое    |                                  |
| 23 | пр. Алишера Навои          | ДВРЗ                      | Дарницкое    |                                  |
| 25 | ст. м. «Позняки»           | ЗЖБК                      | Дарницкое    | Один рейс в день                 |
| 28 | ул. Милославская           | ст. м. «Лесная»           | Дарницкое    |                                  |
| 27 | ул. Милославская           | Ст. М. "Позняки"          | Дарницкое    |                                  |
| 29 | ст. м. «Бориспольская»     | ст. м. "Лесная"           | Дарницкое    |                                  |
| 33 | ДВРЗ                       | Ул. Сержа лифаря          | Дарницкое    | '                                |
| 35 | ул. Сержа Лифаря           | ст. м. «Лесная»           | Дарницкое    |                                  |

## История

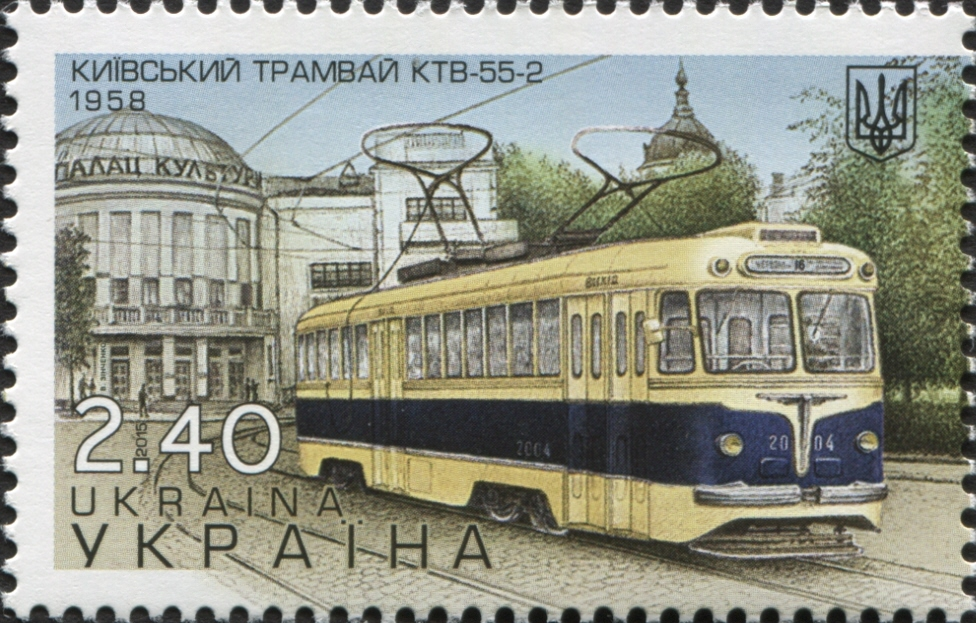
Марка Украины, посвящённая Киевскому трамваю. 2015 г.

В дореволюционное и довоенное время трамвайная сеть развивалась бурными темпами, на трамвае можно было доехать даже в Бровары; трамвай обеспечивал подавляющее большинство пассажирских перевозок, весьма развито было также грузовое движение. Даже несмотря на появление в 1930-х годах троллейбуса и автобуса, трамвай всё равно был на первом месте по развитости сети и пассажиропотоку. Во время войны трамвайная сеть была очень сильно повреждена, после войны восстановлена не полностью. С началом бурного развития троллейбусной сети в 1950-х годах, а также пуском в 1960-м году метрополитена, трамвайные перевозки постепенно уходят на спад, были демонтированы почти все трамвайные линии в центре, однако на окраинах были проложены новые. В 1975-м году протяжённость трамвайных линий составила 271 км, инвентарное количество вагонов 810 единиц, себестоимость перевозки одного пассажира 3,7 копейки (при стоимости билета 3 копейки). По инициативе Владимира Веклича и Василия Дьяконова в Киеве в 1978 году была построена первая в СССР линия скоростного трамвая.
После распада СССР для трамваев (как и для всего остального транспорта) настали тяжёлые времена — более чем 15 лет (с 1994 по 2010 год) новые вагоны не закупались вообще, а существующие недостаточно ремонтировались. С 1996 года трамвайная сеть подверглась массовому сокращению — были демонтированы все линии в центре, на Печерске, также сняты линии на Демиевке, на вокзале (перенесена на ул. Старовокзальную), по проспекту Воссоединения, Гагарина и Набережному шоссе. После демонтажа в 2004 году трамвайного полотна на мосту Патона, единая трамвайная сеть превратилась в две изолированных: правобережную и левобережную .

### Виды трамвая в Киеве
- конный трамвай Киева (30 июля (11 августа) 1891 года по 1896 год), заменён электрическим.
- паровой трамвай Киева (с 12 (24) февраля 1892 года по 1894 год) линия «Крещатик — Демиевка», заменён электрическим.
- электрический трамвай Киева (с 1 (13) июня 1892 года по настоящее время).
- бензотрамвай Киева (конец декабря 1911 года — 1941 год) работал преимущественно на левом берегу, разрушен во время войны, не восстанавливался.
- скоростной трамвай Киева (с 1 февраля 1975 года по настоящее время).

| Линия                        | Описание | Пуск (конка)                    | Пуск (паровой)            | Пуск (электрический)              | Объединение              | Закрытие                                                            |
| Васильковская                | Мариинско-Благовещенская ул. (сейчас — ул. Саксаганского) — станция Лыбедь (сейчас — Лыбедская пл.)              | 30 июля (11 августа) 1891 года  | 12 (24) февраля 1892 года | декабрь 1894 года                 |                          | 28 сентября 1948 года                                               |
| Крещатикская                 | Мариинско-Благовещенская (Жандармская) ул. (сейчас — ул. Саксаганского) — Царская пл. (сейчас — Европейская пл.) | 6 (18) августа 1891 года        | 12 (24) февраля 1892 года | 1 (13) июня 1894 года             |                          | 1 августа 1934 года                                                 |
| Подольская (Кирилловская)    | Александровская пл. (сейчас — Контрактовая пл.) — Троицкая пл. (сейчас — район Подольского трамвайного депо)     | 26 октября (7 ноября) 1891 года |                           | 1 (13) февраля 1896 года          |                          |                                                                     |
| Подольская (Кирилловская)    | Александровская пл. (сейчас — Контрактовая пл.) — Церковь Рождества (сейчас — Почтовая пл.)                      | 27 ноября (7 декабря) 1891 года |                           | 1 (13) февраля 1896 года          |                          |                                                                     |
| Львовская                    | Крещатик — Сенная пл. (сейчас — Львовская пл.)                                                                   | 1 (13) июля 1892 года           |                           | 20 июня (2 июля) 1895 года        |                          | 21 сентября 1945 года                                               |
| Лукьяновская                 | Сенная пл. (сейчас — Львовская пл.) — Лукьяновский базар (сейчас — Лукьяновская пл.)                             |                                 | 1 (13) июля 1892 года     | 27 июня (9 июля) 1895 года        |                          | 21 сентября 1945 года                                               |
| Фундуклеевская               | Крещатик — Фундуклеевская ул. (сейчас — ул. Б. Хмельницкого) — Кадетское шоссе (сейчас — пл. Победы)             |                                 | 17 (29) октября 1892 года | 20 августа (1 сентября) 1894 года |                          | 7 апреля 1946 года                                                  |
| Печерская                    | Царская пл. (сейчас — Европейская пл.) — Никольские ворота (сейчас — пл. Арсенальная)                            | 7 (19) сентября 1893 года       |                           | 16 (28) октября 1893 года         |                          | 1 апреля 1962 года                                                  |
| Вокзальная                   | Бибиковский бульв. (бульв. Т. Шевченко) — Вокзал                                                                 |                                 |                           | 20 августа (1 сентября) 1894 года |                          |                                                                     |
| Шулявско-Владимирская        | пл. Льва Толстого — Андреевская церковь                                                                          | 1 (13) февраля 1895 года        |                           | октябрь 1895 года                 |                          | 1 октября 1959 года                                                 |
| Лагерно-Сырецкая             | Лукьяновский базар (сейчас — Лукьяновская пл.) — Фёдоровская церковь — Сырецкие армейские лагеря                 |                                 | 13 мая 1896 года          | 9 декабря 1896 года               |                          | 1917 год                                                            |
| Политехническая              | Кадетское шоссе (сейчас — пл. Победы) — Политехнический институт (ул. Полевая)                                   |                                 |                           | 5 (17) октября 1899 года          |                          | 2 сентября 1978 года                                                |
| Дачная                       | Троицкая пл. (сейчас — Кирилловская пл.) — Петропавловская пл. — Пуща-Водица                                     |                                 | 5 (17) октября 1899 года  | 1 (14) января 1904 года           |                          |                                                                     |
| Набережная                   | Почтовая пл. — ул. Набережно-Крещатицкая (Гавань)                                                                | 1901 год                        |                           | 1912 год                          |                          | 1917 год                                                            |
| Межигорская                  | Александровская пл. (Контрактовая пл.) — ул. Межигорская — Иорданская церковь (сейчас — ул. Заводская)           |                                 |                           | 24 марта (6 апреля) 1904 года     |                          | 1917 год                                                            |
| Лукьяновская («Швейцарская») | Лукьяновский рынок (пл.) — Куренёвка (район Троицкой пл.)                                                        |                                 |                           | апрель 1904 года                  |                          | 1918 год                                                            |
| Липкинская                   | Бессарабская пл. — Александровская ул. (сейчас — ул. М. Грушевского)" по ул. Круглоуниверситетской и Банковой    |                                 |                           | 13 (26) августа 1905 года         |                          | 1939 год                                                            |
| Святошинская                 | Триумфальные ворота (пл. Победы) — Политехнический институт — Святошин (4-я просека)                             | 30 апреля (13 мая) 1900 года    |                           | 18 (31) августа 1901 года         | май 1924 года            | 10 августа 1982 года                                                |
| Кадетская (Артиллерийская)   | Триумфальные ворота (пл. Победы) — Кадетский Корпус                                                              |                                 |                           | 27 июля (9 августа) 1908 года     | 13 (26) января 1917 года | 1919 год                                                            |
| Караваевская                 | ул. Караваевская (ул. Л. Толстого) до ул. Жилянской                                                              |                                 |                           | 17 (30) июня 1909 года            |                          | 15 декабря 1987 года                                                |
| Зверинецкая                  | Товарная станция — ул. Лыбедско-Владимирская — Военное училище — Ионинский монастырь                             |                                 |                           | 26 февраля 1910 года              |                          | 1919 год                                                            |
| Глубочицкая                  | Почтовая пл. — Глубочица — Триумфальные ворота (пл. Победы) — Вокзал                                             |                                 |                           | 6 марта 1910 года                 |                          |                                                                     |
| Демиевская                   | Железнодорожный переезд у р. Лыбедь — Голосеев                                                                   |                                 |                           | 26 июня (9 июля) 1911 года        | 10 октября 1926 года     | 1919 год (восстановлена 10 октября 1926 года) и 11 апреля 1980 года |
| Прорезная                    | ул. Прорезная — ул. Ярославов Вал — ул. Мало-Владимирская — ул. Гоголевская — ул. Керосинная                     |                                 |                           | 10 (23) декабря 1910 года         |                          | 30 июня 1959 года                                                   |
| Дарницкая (Слободская)       | Почтовая пл. — Цепной мост — Никольская Слободка — Бровары                                                       |                                 | конец 1911 года           | 7 ноября 1934 года                | 7 ноября 1934 года       | 10 июня 1920 года (восстановлена 10 мая 1925 года) и в 1941 году    |

### Киевская городская конно-железная дорога
Был заложен 18 (30) июня 1891 года.
30 июля (11 августа) 1891 года открыто движение по Б. Васильковской линии по однопутному маршруту с разъездами от Мариинско-Благовещенской (Жандармской) ул. (нынешней ул. Саксаганского) по Большой Васильковской улице до станции Лыбедь (Лыбедская площадь). Тогда же открыто депо (Васильковское депо).
6 (18) августа 1891 года линия была продлена по Крещатику, маршрут: Царская площадь — станция Лыбедь (сейчас Европейская площадь — Лыбедская площадь).
26 октября (7 ноября) 1891 года введён второй (Подольский) маршрут: Александровская площадь — Троицкая площадь (сейчас — от Контрактовой площади до нынешнего Подольского трамвайного депо) по улицам Константиновской и Кирилловской. 27 ноября (7 декабря) 1891 года линия продолжена от Александровской площади до Церкви Рождества (сейчас — Почтовая площадь).

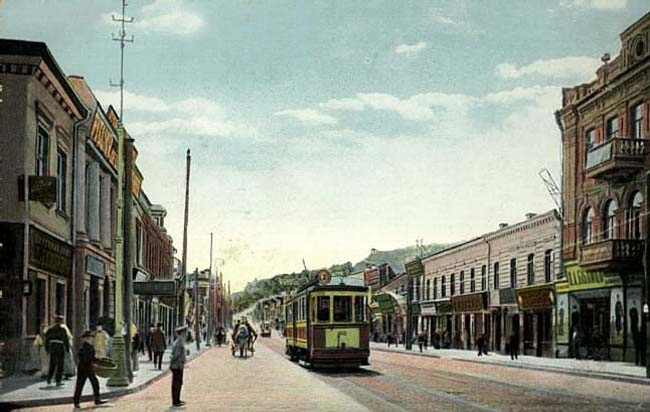
Александровская трамвайная линия, начало ХХ ст.

Уже после пуска электрического трамвая продолжалось расширение сети конки:
- 1 (13) июля 1892 года введена новая линия (Львовская) Крещатик — М. Житомирская ул. — Б. Житомирская ул. — Сенная пл. (сейчас — Львовская пл.) (c 20 июня (2 июля) 1894 года — электрическая тяга)[14].
- 7 (19) сентября 1893 года введена новая линия (Печерская) Царская пл. — Никольские ворота (сейчас — Арсенальная пл.) (с 16 (28) октября 1893 года — электрическая тяга)[14].

Был полностью заменён электрическим в 1894 году. После этого конка появлялась изредка до пуска электрического трамвая во временном режиме (например, 1 (13) февраля 1895 года введена Шулявско-Владимирская линия по Шулявской (Караваевской) ул. от Крещатика и ул. Владимирской до Андреевской церкви, но уже в октябре 1895 года здесь пущен электрический трамвай).

### Паровой трамвай Киева
Пущен 19 февраля 1892 года по уже существующему конному маршруту «Крещатик — Демиевка». Регулярно ходили 4 поезда с паровозами производства коломенского завода.
Уже после пуска электрического трамвая продолжалось расширение сети парового трамвая:
- 13 июля 1892 года введена новая линия (Лукьяновская) парового трамвая, как продолжение Львовской линии конки от Сенной пл. (сейчас — Львовская пл.) по ул. Львовской до Лукьяновского базара, там же построено Лукьяновское депо (с 9 июля 1895 года — электрическая тяга).
- 29 октября 1892 года введена новая линия (Фундуклеевская) «Крещатик — Фундуклеевская ул. (сейчас — ул. Б. Хмельницкого) — ул. Пирогова — Бибиковский бульв. (сейчас — бульв. Тараса Шевченко) — Кадетское шоссе (сейчас — пл. Победы)» (с 1 сентября 1894 года — электрическая тяга от Крещатика до бульв. Тараса Шевченко, с августа 1895 года — на остальном участке).

Был полностью заменён электрическим в 1894 году. После этого паровой трамвай появлялся изредка до пуска электрического трамвая во временном режиме (например, 13 мая 1896 года введена новая Лагерная линия парового трамвая от Лукьяновского базара по Б. Дорогожицкой ул. до Фёдоровской церкви, а также временная линия до Сырецких армейских лагерей, но уже с 9 декабря 1896 года заменена на электрическую тягу от Лукьяновского базара до Фёдоровской церкви).

### Хронология развития

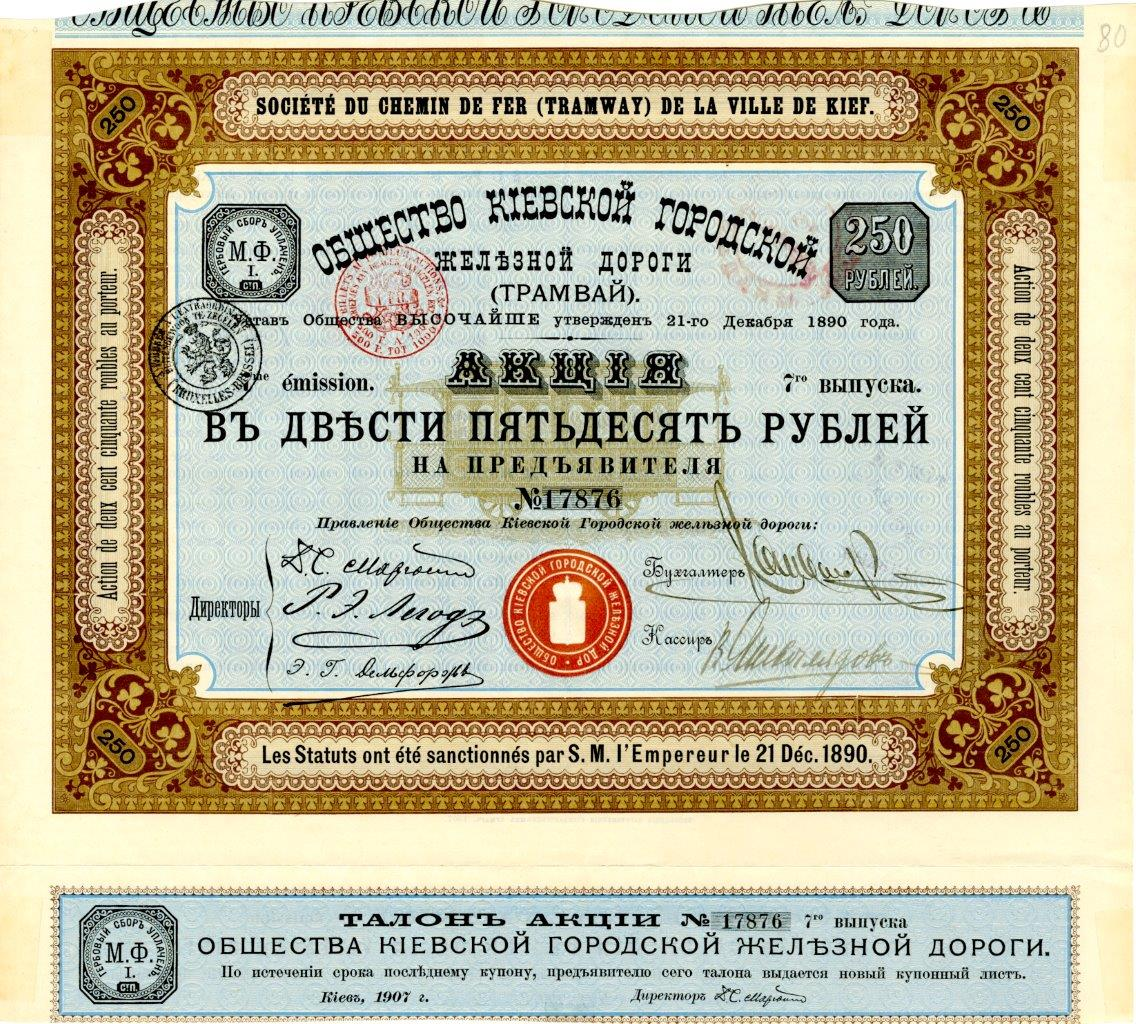
Акция в 250 руб. на предъявителя Общества Киевской городской железной дороги. Киев, 1907 г.

В связи с проблематичностью подъёма паровых вагонов по Александровскому (сейчас — Владимирскому) спуску здесь было решено пустить электрический трамвай. Проект, представленный зарегистрированным в конце 1890 г. «Обществом Киевской городской железной дороги», которое возглавлял видный киевский промышленник, общественный деятель и меценат Д. С. Марголин, был утверждён городской Думой в сентябре 1891 года. Сам проект разработал военный инженер Аманд Струве — основатель Коломенского завода. Строителем-подрядчиком выступила немецкая фирма Siemens.
Первая линия протяжённостью 1 км проходила по Александровскому спуску. Регулярное движение электрического трамвая по маршруту «Александровская пл. — Царская пл.» было начато 13 июня 1892 года (пробное — 19 мая 1892 года). С открытием этого участка вся линия с учётом пересадок была замкнута от Демиевки до Куренёвки, началась электрификация всей линии. Тогда же у основания спуска построен Александровский парк.
28 октября 1893 года введена новая Печерская линия электрического трамвая (по конке, существующей с 19 сентября 1892 года) от Царской площади до Никольских ворот.
В 1894 году электрифицированы сразу несколько линий конки и парового трамвая:
- 13 июня — линия конки по Крещатику от Царской (ныне Европейской) площади до ул. Большой Жандармской (Саксаганского).
- 1 июля — Львовская линия конки.
- 1 сентября — Фундуклеевская линия парового трамвая, а также построенное к тому время ответвление конки к вокзалу по Безаковской улице (ул. С. Петлюры).

9 июля 1895 года электрифицирована Лукьяновская линия парового трамвая до Лукьяновского рынка.
В октябре 1895 года электрический трамвай заменил конку на Шулявско-Владимирской линии (от пл. Л. Толстого до Андреевской церкви).
13 ноября 1895 года введена новая линия по ул. Михайловской.
В январе 1896 года продлена Печерская линия от Никольских ворот по Никольской и Эспланадной до ул. Московской.
13 мая 1896 года продлена Лагерно-Сырецкая линия (парового трамвая) от Фёдоровской церкви к Сырецким армейским лагерям.
9 декабря 1896 года электрифицирована Лукьяновская линия парового трамвая от Лукьяновского рынка до Фёдоровской церкви.
24 июля 1897 года введена новая Жандармская линия по Б. Жандармской ул. (сейчас — ул. Саксаганского) от Б. Васильковской до Караевской ул. (Шулявской ул.) до Жилянской ул.
26 августа 1897 года введена новая Кудрявская линия от Сенной пл. (сейчас — Львовская пл.) по Бульварно-Кудрявской ул., Дмитровской и Б. Жандармской до Шулявской (Караваевской) навстречу Жандармской линии.
В 1898 году построены вторые пути по Большой Васильковской улице.
17 октября 1899 года введена новая линия от Бессарабской пл. по Бибиковскому бульв. (бульв. Тараса Шевченко) до ул. Пирогова, а также от Кадетского шоссе (Триумфальных ворот, сейчас — пл. Победы) до ул. Полевой (сейчас — Политехнический институт) по Брест-Литовскому шоссе.
В 1899 году введена конная (электрифицирована в 1901 году, вошла в общегородскую сеть в 1923 году) Святошинская линия трамвая в Киеве, дублирующая на участке от Триумфальных ворот (сейчас — пл. Победы) до ул. Полевой (сейчас — Политехнический институт) электрический трамвай Киева.
В 1900 году введена линия парового трамвая до Пущи-Водицы (от Петропавловской пл. по ул. Вышгородской), которая была в 1904 году электрифицирована.
В 1901 году открыта конная Набережная линия (по ул. Набережно-Крещатицкой), которая была в 1911 году передана бензотрамваю, разрушена в 1941 году, восстановлена в 1953 году.
В мае 1901 года электрифицирована Святошинская линия (от Триумфальных ворот до Святошина).
В 1903 году открыта Межигорская линия «Александровская пл. (Контрактовая пл.) — Иорданская церковь (сейчас — ул. Заводская)» по Межигорской ул. на Подоле.
В 1904 году электрифицирована линия на Пущу-Водицу.
В апреле 1904 года открыта Швейцарская (Лукьяновская) линия — от Лукьяновки до Куренёвки (около Подольского спуска).
В 1905 году введена линия по Жилянской ул. от Бульонной ул. до Б. Васильковской ул. (до Троицкой церкви).
20 мая 1905 года введена линия по ул. Боричев Ток от Александровской пл. к открытому в тот день фуникулёру.
26 августа 1905 года была открыта Липкинская линия по ул. Круглоуниверситетской и Банковой, а также продлена Печерская линия до Киево-Печерской лавры, а от Никольских ворот на Печерской линии пущен новый отрезок через Московскую ул. до современного Военного училища.
В 1906 году введена односторонняя линия по ул. Константиновской и Еленовской на Подоле, по которой трамваи Подольской (Кирилловской) линии начали ходить из центра в сторону Кирилловской церкви.
В 1906 году введена односторонняя линия по ул. Юрковской, по которой трамваи Швейцарской (Лукьяновской) линии начали ходить в сторону Лукьяновской пл. (к центру).
27 июля 1908 года открыта Кадетская линия от Триумфальной Арки (сейчас — Воздухофлотский мост) до Кадетского корпуса (сейчас — здание Минобороны Украины): частная и отдельная до 1 сентября 1915 года.
В 1908 году продлена линия на вокзал: к современному пригородному вокзалу.
30 июня 1909 года открыта Караваевская линия по ул. Караваевской (сейчас — ул. Толстого) от ул. Владимирской до угла ул. Жилянской.
18 июля 1909 года открыта новая линия по Б. Владимирской ул. от Шулявской и по Бульонной ул. до Товарной станции.
6 марта 1910 года открыта Глубочицкая линия от Набережно-Крещатицкой ул. на Подоле по ул. Верхний и Нижний Вал, Глубочицкой, Лукьяновскую пл., ул. Дмитровскую до ул. Безакиевской (сейчас — ул. С. Петлюры).
23 декабря 1910 года открыта Прорезная линия от Крещатика по ул. Прорезной, Ярославову Валу, Дмитровской, Маловладимирской (Олеся Гончара), до Шулявки.
В 1909—1910 годах открыта Зверинецкая линия от товарной станции до Выдубичей вначале (23 июля 1909 года) от Военного училища по Печерской и Святотроицкой ул. до Святотроицкого монастыря, а затем (26 февраля 1910 года) от Военного училища по ул. Петро-Могилянской, Б. Шияновской, Засарайной, Прозоровской, Лыбедско-Владимирской через Б. Васильковскую линию до ул. Бульонской (Боженка) и товарной станции.
19 июня 1910 году открыта Демиевская линия от железнодорожного переезда напротив Демиевки по Б. Васильковской ул. до Голосеева (частная и отдельная линия: соединена с общегородскими линиями в 1926 году).
В конце декабря 1911 года открыт бензотрамвай — трамвай на бензиновом двигателе. Знаком также под названиями: «Слободская линия» или «Дарницкий трамвай». Действует маршрут № В «Почтовая пл. — Цепной мост». В этом же году открылась линия по Цепному мосту и Слободское трамвайное депо (ныне диспансер, вблизи нынешней ст. метро Левобережной). Маршрут № В продлён сначала до Никольской Слободки, потом — до посёлка Быковня.
Первый маршрут «В»: «Почтовая пл. — Быковня» (сразу — до тупика возле Цепного моста, в том же году по Цепному мосту до Никольской слободки, открыто Слободское бензотрамвайное депо, и к 1913 году — до Быковни).
В мае 1912 года введена новая линия от Никольской Слободки до станции «Дарница».
В 1913 году введена новая линия от Быковни до Броваров: «Почтовая пл. — Бровары».
10 июня 1920 года закрыт в связи с разрушением Цепного моста.
10 мая 1925 года восстановлено движение трамвая по новому мосту имени Евгении Бош, пущен маршрут «Почтовая пл. — Никольская Слободка».
В 1925 году восстановлено движение до Дарницы, а в 1926 году — до Быковни и Броваров.
1 апреля 1924 года произведена электрификация первого участка Киевского бензотрамвая: от Почтовой пл. до Никольской Слободки.
В 1930 году введены новые маршруты:
- 14 Почтовая площадь — Никольская Слободка
- 15 Никольская Слободка — Старая Дарница (Новая Линия)
- 16 Никольская Слободка — Бровары

В 1933 году переименованы маршруты № 15 — в № 17, а маршрут № 16 — в № 23.

Электрифицирован участок «Никольская Слободка — ст. Дарница»
7 ноября 1934 года маршруты киевского бензотрамвая были полностью электрифицированы последним участком «Никольская Слободка — Быковня — Бровары» (прекратил существование бензотрамвай, но рельсы сохранялись до 1941 года).
В 1935 году введены новые маршруты:
- 14 Почтовая площадь — Старая Дарница
- 17 Никольская Слободка — Старая Дарница
- 23 Никольская Слободка — Бровары
- 25 Никольская Слободка — Почтовая площадь

1 мая 1936 года введена новая линия от Ст. Дарница до ДВРЗ, продлён маршрут № 17, а затем пущен новый маршрут № 24 (Ст. Дарница — ДВРЗ).
В марте 1938 года пущен маршрут № 26 «Никольская Слободка — Завод „Киевволокно“ (район Быковни)». В 1939 году появилась служебно-грузовая линия от Никольской Слободки до Кирпичного завода.
В 1941 году был разрушен, не восстанавливался.
В 1913 году введены две новые линии Демиевской линии:
- по Б. Китайской ул. до Лысой Горы
- по Сапёрно-Слободской ул. до Сапёрной Слободки.

В 1913 году действует 20 маршрутов + 1 летний, а также отдельные Святошинская, Слободская (Дарницкая, бензотрамвай), Демиевская и Кадетская линии.
В 1914 году введена линия трамвая от Бульонской ул. через железную дорогу к Клиническому городку.
24 ноября 1916 года продолжена Кадетская линия от здания Кадетского корпуса (сейчас — Министерство обороны) до Артшколы (сейчас — Соломенская пл.).
10 апреля 1918 года продолжена Кадетская линия от Артшколы (сейчас — Соломенская пл.) до Чоколовки.
В 1917-1921 годах закрыты линии: Лукьяновская (Киевская Швейцария), Кадетская (в 1919 году), линия из Печерска к Товарной станции, по ул. Набережно-Крещатицкой и Межигорской.
В 1920 году начато восстановление киевского трамвая после событий 1917—1920 годов: Октябрьской социалистической революции и Гражданской войны:
- 13 сентября 1920 года восстановлена Святошинская узкоколейная линия от шоссе Героев-Стратонавтов (сейчас — Воздухофлотский путепровод) до Святошина.
- В 1921 году восстановлена линия от пл. III-го Интернационала (ранее — Царская пл., сейчас — Европейская пл.) через ул. Воровского (сейчас — Крещатик) до реки Лыбедь, а также от ул. Красноармейской по Деловой ул. и ул. Боженко. В том же году восстановлена бывшая Львовская и Лукьяновская пл.
- 1 апреля 1922 года восстановлена линия по бульв. Т. Шевченко от ул. Воровского до Политехнического института.
- 6 апреля восстановлена линия от Подола по ул. Глубочикской до Лукьяновской пл., завода «Укркабель» (в районе Фёдоровской церкви), Евбаза (ранее — Галицкая пл., сейчас — пл. Победы) и дальше до вокзала по ул. Жилянской и ул. Коминтерна.
- 4 мая восстановлена линия от Красной пл. до Кирилловской пл.
- 9 мая восстановлена линия от ул. Воровского по ул. Ленина (ранее — Фундуклеевская ул., сейчас — ул. Б. Хмельницкого) и ул. Пирогова, а также от бульв. Т. Шевченко до ул. Жилянской по ул. Коминтерна.
- 7 июля восстановлена линия от Красной пл. (сейчас — Контрактовая пл.) до Липской ул. (или Крепостной ул.), а с 3 сентября 1922 года дальше до Военной школы (позже — артучилище № 2).
- 23 июля восстановлена линия по ул. Пятакова (ранее — Б. Жандармской ул.).
- 23 августа восстановлена линия по ул. Нероновича (ранее — ул. Бульварно-Кудрявская).

В ноябре 1923 года открыта линия на Соломенку от Жилянской ул. по ул. Урицкого до Артшколы.
В 1923 году (по другим данным, в 1924 году) подключена к единой сети Святошинская линия в районе ул. Полевой с переводом её с узкой на широкую колею.
10 мая 1925 года восстановлена и подключена к единой сети Дарницкая (Слободская) линия на левом берегу.
10 октября 1926 года подключена к единой сети Демиевская линия (до Сталинки) по ул. Боженко, через железную дорогу и Б. Васильковскую ул.
В 1928—1929 годах маршрут № 6 укорочен от Бессарабской пл. до Евбаза, а маршрут № 7 — от ул. Урбановича (Резницкой) до Бессарабской пл., маршрут № 9 стал кольцевым с прежними конечными (в двух направлениях), пущен маршрут № 17 «Спуск имени А. Иванова (сейчас — фуникулёр на Михайловском спуске)» и № 18 «Бессарабская пл. — Лавра».
7 ноября 1932 года введена новая линия от ул. Боженко по ул. Фёдорова через железную дорогу до Трикотажной (швейной) фабрики в районе Протасова Яра, пущен маршрут № 15 «Галицкий базар — ул. Л. Пятакова — ул. Красноармейская — ул. Бульонская — Трикотажная фабрика», Киевский фуникулёр выведен из списка маршрутов трамвая (его прежний номер — № 17 — передан маршруту № 15 «Никольская Слободка — Дарница»).
В 1933 году пущены маршруты:
- № 19: Красная пл. — 2-й Тубсанаторий (сейчас — пл. Т. Шевченко)
- № 20: Советская пл. — Пуща-Водица
- № 22: Вокзал — Бессарабка

Маршрут № 16 переименован в маршрут № 23 «Никольская Слободка — Бровары», в том же году электрифицирован участок «Никольская Слободка — ст. Дарница», новый маршрут № 16 стал ходить от Красной пл. до пл. III Интернационала.
1 августа 1934 года снята трамвайная линия с ул. Воровского (сейчас — Крещатик) до пл. Льва Толстого и с ул. Ленина (сейчас — ул. Б. Хмельницкого) и Пироговской, маршрут № 1 перенесён на ул. Короленко (сейчас — ул. Владимирская), маршруты № 1а, № 1б, № 3 и № 3а закрыт.
7 ноября подключена и электрифицирована Дарницкая линия от Никольской Слободки до Дарницы.
В 1934 году (по другим данным, в 1935 году) открыта линия по Дегтярёвской ул. до ст. Киев-Лукьяновка «Дезстанция», (сейчас остановка «Больница» трамваев № 14 и 15), пущен маршрут № 21 «Лукьяновская пл. — Дезстанция».
В 1935 году перенесены рельсы с ул. Садовой на ул. Липскую и Крепостной пер., пущен новый маршрут № 3 «пл. III-го Интернационала — Музейный городок».

Сняты рельсы с ул. Гершуни, трамваи маршрута № 5 перенесены на ул. Ворошилова (Ярославов Вал) и ул. Нероновича (Воровского) без изменения конечных, позже маршрут № 5 продлён до завода «Станкострой».

Маршрут № 6 продлён от Евбаза (сейчас — пл. Победы) до Вокзала, а № 7 от ул. Полевой до завода «Большевик».
В октябре сняты рельсы от Бессарабской пл. до пл. Л. Толстого.
5 ноября введена новая линия по ул. Тимирязевской до Печерского моста (Выдубичей), продлён маршрут № 18 «Бессарабка — Сапёрная Слободка».
В начале 1936 года закрыт маршрут № 20 «Советская пл. — Пуща-Водица», позже № 20 присвоен маршруту «пл. Сталина (ранее — III Интернационала) — Военная школа (Артучилище № 2)».
1 мая открыта на левом берегу трамвайная линия от Дарницы до ДВРЗ (разрушена в годы Великой Отечественной войны 1941—45 годов, впоследствии восстановлена в изменённой трассе), продлён маршрут № 14 «Почтовая пл. — Старая Дарница», закрыт маршрут № 17, а до ДВРЗ от Дарницы пошёл новый маршрут № 24, старому маршруту № 14 присвоен маршрут № 25 «Почтовая пл. — Никольская Слободка».

До Военной школы сокращён и маршрут № 18 «Бессарабская пл. — Военная школа (Артучилище № 2)» и пущен новый маршрут № 17 «Военная школа (Артучилище № 2) — Сапёрная Слободка».
В марте 1938 года пущен маршрут № 26 «Никольская Слободка — завод „Химволокно“ (район Быковни)».
В 1940 году сняты рельсы от пл. Дзержинского до реки Лыбедь, маршрут № 1 укорочен до пл. Дзержинского, а также пущены маршруты:
- 28 пл. Калинина — Сталинка
- 29 Вокзал — Кабельный завод
- 30 пл. Калинина — ул. Гоголевская — Станкозавод

К 1941 году закрыт маршрут № 9 «пл. Калинина — ул. Пятакова (сейчас — ул. Саксаганского) — пл. Дзержинского», вместо последнего пущены 2 кольцевых маршрута А и Б.

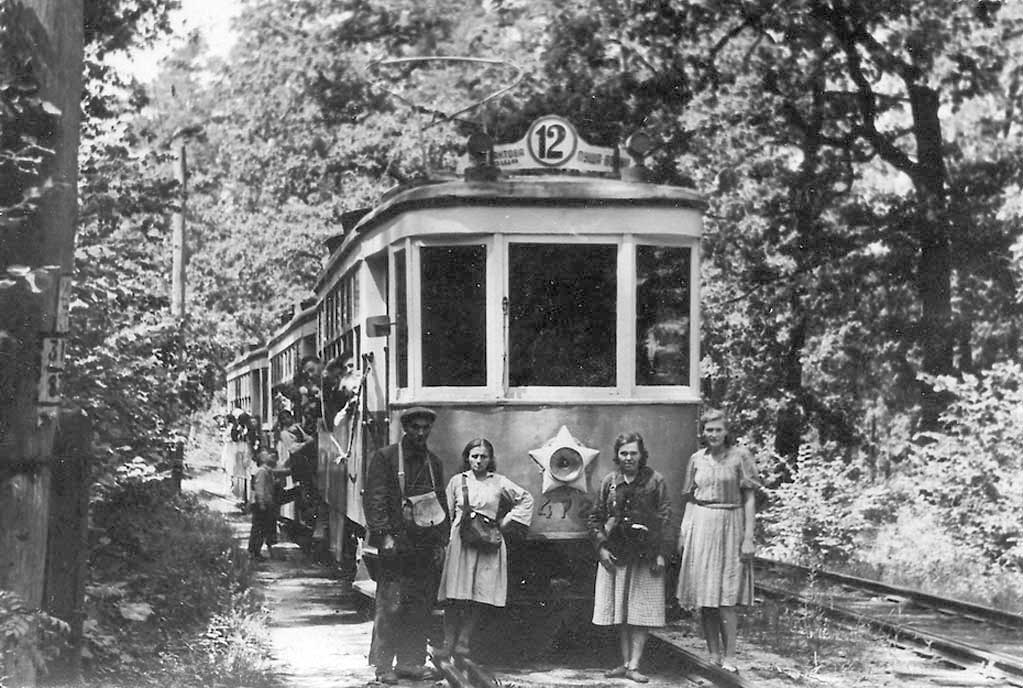
Трамвай в Пуще-Водице, 1949 год

После войны были утрачены линии бензотрамвая, а также линии по улицам: Круглоуниверситетской, Прорезной, Михайловской, Б. Житомирской, Артёма, Андрющенко, Шолуденко.
18 октября 1941 года — 21 января 1942 года, а также 1 июня 1942 года — 10 июля 1942 года — временное восстановление движения пассажирского трамвая по части маршрутов во время немецкой оккупации. Грузовое движение было возобновлено с 1 октября 1941 года продолжалось.
1943 год — до полного прекращения трамвайного движения в связи с боевыми действиями октября месяца пассажирские перевозки осуществлялись только для потребностей заводов.
Конец 1943 — начало 1944 года — начало восстановления трамвайного движения после освобождения Киева от немецко-фашистских войск. Временная линия грузового трамвая на Крещатике в помощь при разборе руин и восстановлении улицы (разобрана в 1946 году):
- 1 января 1944 года «пл. Победы — Лукьяновская пл. — ул. Мельникова», а также «Верхний Вал — ул. Глубочицкая — Лукьяновская пл.»
- 6 января «пл. Победы — ул. Саксаганского — ул. Красноармейская»
- 7 января «Бессарабская пл. — ул. Полевая»
- 8 января «Красная пл. — Петропавловская пл.»
- 12 января «пл. Б. Хмельницкого — пл. Л. Толстого — завод имени Дзержинского», маршрут № 1.
- 14 января «пл. Б. Хмельницкого — Львовская пл. — Лукьяновская пл.», маршрут № 4.
- 3 июля «бульв. Т. Шевченко — Вокзал», маршруты № 2 «пл. Б. Хмельницкого — Вокзал» и № 5 «Завод имени Дзержинского — Вокзал».
- 9 июля «ул. Полевая — Железнодорожное пересечение», маршруты № 6 «Вокзал — Железнодорожное пересечение» и № 7 «Галицкая пл. — ул. Полевая».
- 10 июля «Петропавловская пл. — Пуща-Водица», маршруты № 11 «Контрактовая пл. — Петропавловская пл.», № 12 «Контрактовая пл. — пуща-Водица»
- 15 октября «ул. Владимирская — Львовская пл. — пл. Победы»

21 сентября 1945 года — закрытие трамвайного движения по улицам Малая и Большая Житомирские, Парижской Коммуны, Артёма, Мельникова, Пугачёва, Багговутовской, Овручской и Герцена и открытие 5 ноября 1945 года движения от Лукьяновской пл. по улице Белорусской с переносом туда же конечной остановки «Завод „Укркабель“».
- Январь 1945 года «пл. Сталина — завод „Арсенал“», маршрут № 3 «пл. Сталина — Дом офицеров (завод „Арсенал“)»
- 30 апреля «ул. Димитрова — ул. Боженко — ул. Гринченко — Пивзавод», маршрут № 10 «Вокзал — Пивзавод».
- 5 ноября «ул. Воровского — ул. Гоголевская — ул. Дмитровская»
- 5 декабря «Железнодорожное пересечение — Станкозавод», продлён маршрут № 6.
- 25 июня 1946 года «Красная пл. — Почтовая пл. — пл. Сталина», маршрут № 16.
- 7 ноября «Пивзавод — Сталинка (Голосеевская пл.)», продлён маршрут № 10.
- 1946 год «завод „Арсенал“ — ул. Суворова — ул. Резницкая», продлён маршрут № 3 «пл. Сталина — ул. Резницкая».

Восстановление линий в 1947—1949 годах:
- 16 июля 1947 года «Крещатик — ул. Свердлова — ул. Владимирская»
- 30 августа 1947 года «Станкозавод — Святошин», продлены маршруты № 6, 14, 23.
- 10 октября 1948 года «Университет — ул. Урицкого — Соломенка», пущен маршрут № 8 «пл. Богдана Хмельницкого — пл. Урицкого».
- 17 ноября 1948 года «ул. Саксаганского — ул. Димитрова», а также по ул. Горького
- 4 декабря 1948 года «ул. Красноармейская — ул. Шота Руставели — ул. Мечникова»
- 1948 год «ул. Резницкая — Суворовское училище (Печерский мост)», продлён маршрут № 3 «пл. Сталина — Печерский мост».
- 18 ноября 1949 года «ул. Суворова — Лавра», пущен маршрут № 20 «пл. Сталина — Заповедник „Киево-Печерская Лавра“».

1946—1950 годы — снятие трамвайных путей с бульвара Шевченко от начала до Галицкой площади (пл. Победы), улицы Круглоуниверситетской (действовавшей до 1941 года), с улицы Красноармейской с переносом участка тамвайного пути с улицы Димитрова на улицу Горького, возобновлено движение по ул. Владимирской между улицами Саксаганского и Короленковской (после закрытия в 1926 году):
- 7 апреля 1946 года закрыта линия по ул. Крещатик (грузовая) и «Бессарабская пл. — пл. Победы»
- 28 сентября 1948 года закрыта линия «пл. Л. Толстого — Красноармейская ул. — завод имени Дзержинского» (перенос на ул. Боженко 17 ноября 1948 года «ул. Боженко — завод имени Дзержинского — пл. Дзержинского»), перенесены на ул. Боженко маршруты № 9 и № 15.
- Июнь 1949 года закрыта линия «Петропавловская пл. (сейчас — пл. Фрунзе) — Вышгородская ул. — пл. Т. Шевченко» (перенос на ул. Старозабарскую — сейчас ул. Автозаводская в июне 1949 года «Петропавловская пл. — Автозаводская ул. — пл. Т. Шевченко»), перенесены на ул. Старозабарскую маршруты № 12, № 19.
- Январь 1950 года закрыта линия «Крещатик — ул. Свердлова — ул. Владимирская». закрыт маршрут № 9 «пл. Б. Хмельницкого — пл. Калинина».

23 января введена новая линия «Красная пл. — ул. Межигорская — ГЭС-2», пущен маршрут № 27 (закрыта 12 октября 1961 года).
30 апреля 1951 года введена (восстановлена) линия «Почтовая пл. — Набережное шоссе — Наводницкий мост», пущен маршрут № 28 «Почтовая пл. — Наводницкий мост (Мост имени Патона)».
13 января введена новая линия «ул. Мечникова — Кловский спуск — Крепостной пер.», а 19 мая пущены маршруты:
- 29 Бессарабка — Суворовское училище (Печерский мост)
- 30 Вокзал — Суворовское училище (Печерский мост)

1 июня — июль работал маршрут № 5 «Вокзал — завод имени Дзержинского».
6 ноября продлён маршрут № 16 «Контрактовая пл. — Суворовское училище (Печерский мост)», а маршрут № 20 от пл. Сталина до Красной пл.
8 октября 1953 года закрыт маршрут № 17 «Бессарабка — Вокзал».
21 июня 1954 года закрыт маршрут № 29 «Бессарабка — Суворовское училище (Печерский мост)».
10 сентября пущен маршрут № 25 «Вокзал — Пуща-Водица».
1 ноября (по другим данным, 30 октября) трамвай пошёл по мосту Патона, далее по Автостраде (ныне проспект Воссоединения) до КП (Ленинградская площадь), продлён маршрут № 28 «Почтовая пл. — Дарница».
11 ноября закрыт маршрут № 26 «Бессарабка — ул. Полевая».
1 декабря маршрут № 21 продлён от Дома офицеров через Печерск до Бессарабки «Красная пл. — Печерск — Бессарабка».
В 1955—1956 годах закрыт маршрут № 7 «пл. Победы — завод „Большевик“».
1 июня 1955 года открыт маршрут № 3 «Петропавловская пл. — Дом офицеров (Завод „Арсенал“)».
16 октября введена новая линия по Диагональной улице (ныне просп. Юрия Гагарина) «КП — пос. Шелкостроя (Дарница)», продлён маршрут № 28 «Почтовая пл. — пос. Шелкостроя (Дарница)».
1 января 1956 года открыто разворотное кольцо у дома отдыха водников для маршрута № 19.
14 февраля продлена линия от пос. Шелкостроя до Шелкокомбината (сейчас — станция метро «Лесная»), продлён маршрут № 28.
17 июня открыт короткий маршрут № 12к «Депо (им. Красина) — Пуща-Водица (14 линия)».
1 июля пущен новый маршрут № 29 «Почтовая пл. — Ленинградская пл.».
1 августа закрыт маршрут № 21 «Красная пл. — Печерск — Бессарабка».

Открыты кольцевые маршруты А и Б:
- А Кольцевой (Красная пл., ул. Межигорская, ул. Нижний Вал, Житнеторжская пл., ул. Глубочицкая, ул. Менжинского, пл. Победы, ул. Саксаганского, ул. Шота Руставели, ул. Рогнединская, ул. Куйбышева, ул. Бассейнная, ул. Мечникова, Кловский спуск, ул. Октябрьской революции, ул. Садовая, ул. Кирова, пл. Сталина, Владимирский спуск, Почтовая пл., ул. Жданова, Красная пл.)
- Б Кольцевой (в обратном направлении маршрута А)

23 сентября пущен короткий маршрут № 10к «Вокзал — Московская пл.».
16 октября закрыт маршрут № 1 «пл. Б. Хмельницкого — пл. Л. Толстого» (с 23 октября временно пущен по маршруту «пл. Б. Хмельницкого — Университет»).
1 декабря пущен новый маршрут № 17 «Вокзал — Дом офицеров (завод „Арсенал“)» и № 26 «пл. Победы — Железнодорожный переезд».
1 января 1957 года маршрут № 26 продлён от Железнодорожного переезда до Святошина, а 15 января «Вокзал — Станкозавод».
1 марта пущен маршрут № 24 «Бессарабская пл. — Сталинка (Голосеевская пл.)».
1 апреля маршрут № 17 продлён до Заповедника «Киево-Печерская Лавра»: «Вокзал — Заповедник „Киево-Печерская Лавра“».
30 апреля введена новая линия «КП — Дарницкий вокзал» по Харьковскому шоссе и ул. Привокзальной, продлён маршрут № 29 «Почтовая пл. — Дарница (Вокзал)».
1 июня маршрут № 28 продлён от Почтовой пл. до Красной пл. «Красная пл. — Дарница (Шелкострой)».
16 августа маршрут № 26 продлён от Вокзала до Красной пл. «Красная пл. — Станкозавод».
1 октября закрыт маршрут № 17 «Вокзал — Заповедник „Киево-Печерская Лавра“».
26 октября пущен маршрут № 22 «Дарницкий вокзал — ДШК (Дарницкий шелкострой)».
1 ноября закрыт маршрут № 1 «пл. Б. Хмельницкого — Университет».
22 декабря введена новая линия «Дарницкий вокзал — ЗЖБК», продлён маршрут № 29 «Почтовая пл. — ЗЖБК».
3 февраля 1958 года пущен новый маршрут № 5 «Красная пл. — Дом офицеров».
7 февраля маршрут № 22 продлён до ЗЖБК «Дарницкий шелкострой — ЗЖБК».
1 мая закрыт маршрут № 26 «Красная пл. — Станкозавод».
10 мая продлена линия от ЗЖБК до Рембазы, продлены маршрут № 22 «Дарницкий шелкострой — ул. Полесская (Рембаза ЗЖБК)» и № 29 «Почтовая пл. — ул. Полесская (Рембаза ЗЖБК)».
1 июня восстановлен маршрут № 1 «пл. Б. Хмельницкого — Университет»
1 февраля — 1 марта 1959 года — время работы нового маршрута № 31 «Красная пл. — ул. Полесская (Рембаза ЗЖБК)».
1 апреля закрыта односторонняя линия до завода и пл. Дзержинского, маршруты № 9 и № 15 перенаправлены с пл. Дзержинского до Сталинки: «Красная пл. — пл. Победы — Сталинка (Голосеевская пл.)» и «пл. Богдана Хмельницкого — Сталинка (Голосеевская пл.)».
28 апреля закрыто движение «пл. Победы — Воздухофлотский мост» (перенесена на ул. Жилянскую), изменено на этом участке движение маршрутов № 6 и № 23, закрыт маршрут № 14 «Красная пл. — пл. Победы — Святошино».
30 июня закрыто движение «ул. Владимирская — Ярославов Вал — Львовская пл.», маршрут № 2 укорочен от пл. Калинина до Львовской пл. «Вокзал — Львовская пл.», а маршрут № 4 укорочен от пл. Б. Хмельницкого до Львовской пл. «Львовская пл. — ул. Воровского — Завод „Укркабель“ (Лукьяновка)».
13 августа закрыто движение «ул. Воровского — ул. Саксаганского — ул. Коминтерна» (перенесена того же числа на ул. Жилянскую), изменено движение на этом участке маршрутов № 2, № 9, № 13 и № 23.
1 октября закрыто движение «пл. Б. Хмельницкого — ул. Владимирская — Университет (ул. Л. Толстого)», закрыт маршрут № 1 «пл. Б. Хмельницкого — Университет», изменено в районе пл. Б. Хмельницкого движение маршрутов А и Б, изменены маршруты:
- 8 от пл. Б. Хмельницкого до Университета
- 15 вместо «пл. Богдана Хмельницкого — Сталинка (Голосеевская пл.)» стал «Бессарабка — пл. Победы — Львовская пл.»

Восстановлены маршруты № 14 «Красная пл. — Святошино» и № 31 «Красная пл. — ул. Полесская (Рембаза ЗЖБК)».
5 ноября введена новая линия «КП — ДВРЗ», пущены маршруты:
- 32 Красная пл. — ДВРЗ
- 33 Дарницкий шелкострой (ДШК) — ДВРЗ

1 декабря открыт маршрут № 17 «Бессарабка — Печерский мост», закрыты маршруты:
- 14 Красная пл. — Святошино
- 15 Бессарабка — пл. Победы — Львовская пл.

Во второй половине 1950-х годов закрыты короткие маршруты № 10к «Вокзал — Московская пл.» и № 12к «Депо (имени Красина) — Пуща-Водица».
1 февраля 1960 года закрыт маршрут № 29 «Почтовая пл. — Набережное шоссе — ул. Полесская (Рембаза ЗЖБК)», маршрут № 32 укорочен от Красной пл. до Почтовой пл.: «Почтовая пл. — ДВРЗ».
В августе закрыт маршрут № 5 «Красная пл. — Дом офицеров (Завод „Арсенал“)».
16 октября закрыто движение «пл. Славы — Музгородок (Лавра)», закрыт маршрут № 20.
9 ноября (по другим данным, 5 ноября) введена новая линия «Дарницкий вокзал — Дарницкая больница», пущен маршрут № 29 «Дарницкий шелкострой (ДШК) — Дарницкая больница».
12 ноября закрыт маршрут № 17 «Бессарабка — Печерский мост».
3 января 1961 года введена новая линия «просп. Победы — ул. Дегтярёвская — бульв. И. Лепсе — Медгородок», пущен маршрут № 7 «Вокзал — Медгородок».
13 марта закрыт маршрут № 25 (в связи с Куренёвской трагедией).
1 мая пущен маршрут № 28к «Красная пл. — Ленинградская пл.», маршрут № 32 возвращён к Красной пл.: «Красная пл. — ДВРЗ».
10 мая пущен маршрут № 14 «Красная пл. — Святошино».
15 июня закрыто движение «Лукьяновская пл. — завод „Укркабель“», маршрут № 4 перенесён от завода «Укркабель» на Красную пл.: «Красная пл. — Львовская пл.».
12 октября закрыта линия «ул. Еленовская — ул. Межигорская — ГЭС-2», закрыт маршрут № 27.
21 октября пущен маршрут № 5 «Красная пл. — Дом офицеров (Завод „Арсенал“)», а с 28 декабря продлён до Печерского моста.
18 января 1962 года пущен маршрут № 15 «Львовская пл. — Святошино».
9 февраля закрыт маршрут № 5 «Красная пл. — Печерский мост».
12 февраля пущен новый маршрут № 5 «Красная пл. — Набережное шоссе — Бессарабка».
1 апреля закрыта линия «пл. Ленинского Комсомола — Печерск», открыты маршруты № 18 «Бессарабка — Печерский мост» и № 17 «Красная пл. — Набережное шоссе — Печерский мост», закрыты маршруты:
- А (кольцевой)
- Б (кольцевой)
- 16 Красная пл. — пл. Сталина — Печерский мост (Суворовское училище)

3 апреля пущен укороченный маршрут № 16 «пл. Ленинского Комсомола — Красная пл.», закрыт маршрут № 3 «Петропавловская пл. — Дом офицеров (Завод „Арсенал“)».
22 апреля пущен новый маршрут № 3 «Бессарабка (Дворец Спорта) — Набережное шоссе — пл. Фрунзе», закрыты маршруты:
- 5 Красная пл. — Набережное шоссе — Бессарабка
- 11 Красная пл. — пл. Фрунзе (до 1 мая)

24 апреля введена новая линия «Дарницкая больница — Красный Хутор», продлён маршрут № 29 «Дарницкий шёлковый комбинат (ДШК) — Красный Хутор».
1 мая восстановлен маршрут № 11 «Красная пл. — пл. Фрунзе».
1 июня пущен новый маршрут № 27 «Бессарабка — Ленинградская пл.»
11 июня продлён маршрут № 27 от Ленинградской пл. до Дарницкого шёлкового комбината (ДШК; сейчас — станция метро «Лесная»): «Бессарабка — ДШК (Дарницкий шёлковый комбинат)».
1 июля восстановлен маршрут № 25 «Вокзал — Пуща-Водица».
1 августа пущен маршрут № 22к «Ленинградская пл. — Рембаза» (вскоре закрыт).
В сентябре закрыт маршрут № 18 «Бессарабка — Печерский мост».
1 февраля 1963 года введена новая линия «Медгородок — Отрадный просп.», продлён маршрут № 7 "Вокзал — просп. Чубаря (Автогенный завод).
5 ноября введена новая линия «ул. Диагональная (сейчас — просп. Юрия Гагарина) — Воскресенский массив (ул. Стальского)», пущен новый маршрут № 21 «Воскресенский массив (ул. С. Стальского) — Красная пл.».
6 ноября пущены новые маршруты № 1 "Станция метро «Завод „Большевик“»" — просп. Чубаря (Автогенный завод)" и № 5 "Станция метро «Завод „Большевик“»" — Святошино".
13 января (по другим данным, 18 января) 1964 года маршрут № 22 перенаправлен «Воскресенский массив (ул. С. Стальского) — Рембаза».
1 июня закрыт маршрут № 17 «Красная пл. — Печерский мост».
1 июля — 8 июля в связи с ремонтом моста Патона временно закрыты маршруты № 21, № 27, № 28, № 31, № 32 (маршрут № 21 восстановлен только 25 июля 1964 года).
8 августа пущен короткий маршрут № 28к «Красная пл. — Ленинградская пл.».
10 августа закрыто движение «ул. Жилянская — ул. Урицкого — пл. Урицкого» и маршрута № 8 (сразу некоторое время работал по маршруту «Университет — ул. Саксаганского») в связи с капитальным ремонтом и достройкой 2-х путей по этому участку (открыт 15 января 1967 года).
1 сентября маршрут № 27 перенаправлен: «Воскресенский массив (ул. С. Стальского) — Дворец Спорта».
5 ноября 1965 года — 8 октября 1968 года — работа временной линии по ул. Попудренко от ул. Красногвардейская до станции метро «Дарница». Разобрана после введения в действие станции метро «Комсомольская» (сейчас — «Черниговская»). На временную линию направлен маршрут № 29 «Станция метро „Дарница“ — Красный Хутор» и маршрут № 33 «Станция метро „Дарница“ — ул. Рогозовская (ДВРЗ)», а также пущен новый маршрут № 34 «Станция метро „Дарница“ — Воскресенский массив (ул. С. Стальского)».
13 ноября (по другим данным, 16 ноября) 1965 года введена новая линия «Лукьяновская пл. — просп. Победы» по ул. Пархоменко (сейчас — ул. Дегтярёвская), по которой пошёл маршрут № 14 (без изменения конечных).
21 ноября маршрут № 15 перенаправлен со Святошино на просп. Чубаря (Автогенный завод) по ул. Пархоменко (сейчас — ул. Дегтярёвская) «Львовская пл. — просп. Чубаря (Автогенный завод)».
1 декабря закрыты маршруты № 5 "Станция метро «Завод „Большевик“» — Святошино" и № 11 «Красная пл. — пл. Фрунзе».
15 января 1967 года открыта после реконструкции и расширения линия «ул. Жилянская — ул. Урицкого — пл. Урицкого», восстановлен маршрут № 8 «Университет — пл. Урицкого».
1 июня введена новая линия «пл. Урицкого — Зализничный массив», продлён маршрут № 8 «Университет — Зализничный массив».
13 февраля 1968 года введена новая линия «Медгородок — Никольская Борщаговка», пущен маршрут № 17 "Станция метро «Завод „Большевик“» — Никольская Борщаговка", маршрут № 1 закрыт.
8 октября закрыта временная линия до станции метро «Дарница», маршруты № 29 и № 33 перемещены со станции метро «Дарница» на ул. Миропольскую (позже — ул. Комсомольская, сейчас остановка «просп. А. Навои»), маршрут № 34 «ул. Сосюры — Воскресенский массив (ул. С. Стальского)».
12 октября — 9 декабря временно удлинён маршрут № 33 от ул. Миропольской до Воскресенского массива: «Воскресенский массив (ул. С. Стальского) — ул. Рогозовская (ДВРЗ)».
12 января 1970 года продлена линия от Никольской Борщаговки до ул. Семьи Сосниных, продлён маршрут № 17 "Станция метро «Завод „Большевик“» — ул. Семьи Сосниных".
1 августа восстановлен маршрут № 5 "Станция метро «Завод „Большевик“» — Святошино", маршрут № 6 временно закрыт (до 1 ноября 1970 года), а на вокзал стал заезжать маршрут № 23 «Дворец Спорта — Святошино».
1 декабря маршрут № 1 продлён от станции метро «Завод „Большевик“» до Дворца Спорта (Бессарабка), а заезд маршрута № 23 на вокзал ликвидирован.

Введена новая линия от просп. Воссоединения до ул. Энтузиастов (массив «Березняки»), пущены новые маршруты, изменён маршрут № 34 «Быткомбинат (массив „Березняки“) — Красная пл.», пущен новый маршрут № 35 «Быткомбинат (массив „Березняки“) — Бессарабка (Дворец Спорта)».
7 декабря перенесено движение на участке «ул. Резницкая — Суворовское училише» на ул. Кутузова в связи с ремонтом дороги, изменено движение маршрута № 30 (без изменения конечных).
10 февраля — 1 октября в связи со строительством перехода на ул. Красноткацкой временно закрыт маршрут № 28.
17 ноября 1971 года введена новая линия от Никольской Борщаговки (ул. Гната Юры) до Кольцевой дороги (ул. Большая Окружная), пущен новый маршрут № 18 "Станция метро «Завод „Большевик“» — Большая Окружная ул.".
22 ноября закрыт маршрут № 6 «Вокзал — Святошино».
29 ноября закрыты маршруты:
- 3 пл. Фрунзе — Набережное шоссе — Дворец Спорта
- 4 Львовская пл. — Красная пл.

7 декабря закрыт маршрут № 24 «Дворец Спорта — Голосеевская пл.»
18 августа 1972 года пущен новый маршрут № 6 «Львовская пл. — просп. Чубаря (Автогенный завод)».
2 октября произошёл перенос трамвайных путей с улицы Жданова на улицу Братскую на Подоле (в связи со строительством метро), изменено движение трамваев маршрутов № 16 и № 31.
15 января 1973 года перенесён маршрут № 6 «Львовская пл. — Большая Окружная ул.».
1 февраля 1975 года введена новая линия «просп. Победы — Редукторный завод» по ул. Борщаговской (сейчас — участок скоростного трамвая), пущен маршрут № 3 «Вокзал — Редукторный завод».
8 октября введена новая линия «ул. Автозаводская — ул. Л. Гавро (Оболонь)», пущен маршрут № 11 «Красная пл. — ул. Л. Гавро».
8 октября открытие трамвайного движения по ул. Межигорской на участке ул. Нижний Вал до ул. Щекавицкой.
1 января 1977 года введена новая линия «Редукторный завод — Медгородок (бульв. И. Лепсе)», маршрут № 3 продлён от Редукторного завода до Б. Окружной ул. («Вокзал — Кольцевая дорога»), маршрут № 1 перенесён с просп. Чубаря (Автогенный завод) на ул. Семьи Сосниных: «ул. Семьи Сосниных — Дворец спорта», другие маршруты до Медгородка (№ 6 и № 7) шли по прежнему маршруту.
11 апреля закрыто движение трамваев по Владимирскому спуску, закрыт маршрут № 16 «Красная пл. — пл. Ленинского Комсомола».
1 сентября закрыто разворотное движение трамвая на пл. Победы в связи с открытием скоростного трамвая. Длина трамвайных путей достигла 285,1 км — максимального значения за всю историю киевского трамвая. Маршрут № 3 — единственный скоростной маршрут — стал короче на 1 остановку: «пл. Победы — Кольцевая дорога».
1 ноября перенесено движение на ул. Кутузова в Печерске, перенесён маршрут № 30 (без изменения конечных).
1 июля 1978 года введена новая линия от ул. Добрынинской до ул. Героев Днепра (просп. А. Корнейчука) на Оболони, продлён маршрут № 16 «ул. Скляренко — просп. Корнейчука (ул. Героев Днепра)».
2 сентября закрыто движение трамвая по просп. Победы от начала до станции метро «завод „Большевик“» (сейчас — станция метро «Шулявская»), маршрут № 7 укорочен от вокзала до ст. м. «Большевик»: "просп. Чубаря (Автогенный завод) — станция метро «завод „Большевик“», закрыты маршруты:
- 6 Львовская пл. — Большая Окружная ул.
- 23 Дворец Спорта — Святошино

25 сентября маршрут № 16 продлён от ул. Скляренко до Красной пл. «Красная пл. — просп. Корнейчука (ул. Героев Днепра)».
1 октября маршрут № 11 укорочен до станции метро «Красная пл.».
31 октября закрыт маршрут № 28.
20 ноября закрыты маршруты:
- 17 станция метро «завод „Большевик“» — ул. Семьи Сосниных
- 18 Станция метро «завод „Большевик“» — Большая Окружная ул.

6 декабря 1979 года маршрут № 29 перенесён с ул. Миропольской к станции метро «Пионерская» (сейчас — «Лесная»).
11 апреля закрыто движение «Московская пл. — Голосеевская пл.», укорочены маршруты № 9 и № 10.
19 декабря пущен новый маршрут № 4 «ул. Лайоша Гавро — просп. Корнейчука».
В 1981 году закрыт короткий маршрут № 21к.
15 февраля 1982 года закрыто движение "Станция метро «Завод „Большевик“» — Железнодорожное пересечение", маршрут № 5 перенесён со станции метро «Завод „Большевик“» на просп. Чубаря (Автогенный завод), маршрут № 7 "просп. Чубаря (Автогенный завод) — станция метро «Завод „Большевик“» закрыт.
5 апреля закрыто движение «Святошин — ул. Семашко», укорочены маршруты № 5 «ул. Семашко — Автогенный завод» и № 14 «ул. Семашко — Красная пл.».
10 августа закрыто движение «Железнодорожное пересечение — ул. Семашко»: полная ликвидация движения по просп. Победы, маршрут № 5 закрыт, а маршрут № 14 «Красная пл. — просп. Чубаря (Автогенный завод)».
5 ноября введена новая линия «ул. Стальского (Воскресенский массив) — ул. Кибальчича», продлён маршрут № 33 от ул. Комсомольской (Воскресенский массив) до ул. Кибальчича.
С 10 ноября по 2 декабря в связи продлением метро временно закрыт маршрут № 4, а маршрут № 16 перенесён со станции метро «Красная пл.» на ул. Скляренко.
1 марта 1983 года продлён маршрут № 21 от бульв. А. Перова до ул. А. Кибальчича «Красная пл. — ул. А. Кибальчича».
1 июля закрыт маршрут № 25 «Вокзал — Пуща-Водица».
В 1983 году пущен маршрут № 8к «Дворец Спорта — Зализничный массив».
16 апреля 1984 года закрыто движение у съезда с улицы Дегтярёвской на проспект Победы в районе Железнодорожного переезда.
28 декабря введена новая линия от улицы семьи Сосниных до Михайловской Борщаговки (ул. Булгакова), продлён маршрут № 1 «ул. Булгакова — Дворец спорта».
26 мая закрыто движение «ул. Старонаводницкая — Печерский мост», закрыт тупиковый маршрут № 30.
27 мая в связи с закрытием маршрута № 30 и предстоящим закрытием № 8 маршрут № 8к переименован в маршрут № 5 «Дворец спорта — Зализничный массив».
1 июля в связи с закрытием маршрута № 30 продлён маршрут № 35 от Дворца Спорта до вокзала: «Быткомбинат (Березняки) — Вокзал».
1 июля 1985 года — 16 ноября 1986 года временно сокращены от Красной пл. до бульв. Дружбы Народов маршруты № 21 «бульв. Дружбы Народов — ул. Кибальчича» № 31 и № 32, а маршрут № 34 временно закрыт.
6 ноября 1986 года введена новая линия «ул. Кибальчича — ул. Сабурова» (массив Вигуровщина-Троещина), пущен новый маршрут № 28 «станция метро „Пионерская“ — ул. Сабурова».
5 августа 1987 года — 1 марта 1988 года временно сокращены от Красной площади до бульвара Дружбы Народов маршруты № 21 «бульв. Дружбы Народов — ул. Кибальчича» № 31 и № 32, а маршрут № 34 временно закрыт.
15 декабря 1987 года закрыто движение по улице Л. Толстого, закрыт тупиковый маршрут № 8 «Университет — Зализничний массив».
30 декабря введена новая линия «Славгородская ул. — Харьковский массив (ул. Ревуцкого)», сюда пущен новый маршрут № 26 «станция метро „Лесная“ — Харьковский массив».
5 октября 1988 года пущен новый маршрут № 25 «Харьковский массив — ЗЖБК».
13 мая 1989 года открыта новая конечная станция на улице Старовокзальной для маршрутов № 1к (новый: «Старовокзальная ул. — ул. Булгакова (Михайловская Борщаговка)»), № 2 и № 13.
16 января 1991 года закрыто движения по улицам Павловской и ул. Гоголевской, маршрут № 15 пошёл по ул. Менжинского и Воровского «Старовокзальная ул. — Автогенный завод».
30 мая—3 июня временно закрыт маршрут № 27.
1 июля 1992 года введены новые пути вокруг Дарницкого депо по ул. Азербайджанской и ул. Червоногвардейской, а 2 июля пущен новый маршрут № 23 «ул. Комсомольская (сейчас — ул. Миропольская, позже — просп. А. Навои) — ДВРЗ».
10 июля—16 августа временно закрыт маршрут № 34 «ул. Энтузиастов — Красная пл.».
1 января 1993 года в часы пик маршрут № 33 продлён до ул. Сабурова.
13 ноября маршрут № 15 «Старовокзальная ул. — Автогенный завод» работает только в часы пик.
1 января 1994 года маршрут № 32 укорочен от Красной пл. до ул. Сосюры: «ДВРЗ — ул. Сосюры».
1 сентября новой конечной маршрута № 35 «Быткомбинат (Березняки) — Вокзал» стала Старовокзальная ул.: «Быткомбинат (Березняки) — Старовокзальная ул.».
30 декабря введение новой линии «ул. Сабурова — ул. Милославская», продлён маршрут № 28 «ул. Милославская — станция метро „Лесная“».
1 января закрыт маршрут № 35 «Быткомбинат (Березняки) — Старовокзальная ул.».
1 апреля к старой конечной маршрута № 28 («ул. А. Сабурова») пущен новый маршрут № 28к «ул. А. Сабурова — станция метро „Лесная“».
1 июля 1996 года закрыт маршрут № 9 «Контрактовая пл. — Московская пл.».
14 августа перенос движения трамваев с ул. Коминтерна и Саксаганского на ул. Льва Толстого на ул. Жилянскую, новой конечной маршрута № 10 вместо «Вокзал» стала «Старовокзальная ул.».
19 августа закрыто движение «Старовокзальная ул. — Львовская площадь» по ул. Воровского, закрыт маршрут № 2 «Старовокзальная ул. — Львовская пл.».
27 ноября 1996 года — 24 марта 1997 года временно закрыт маршрут № 19 «станция метро „Контрактовая пл.“ — пл. Т. Шевченко».
1 февраля 1997 года пущен новый маршрут № 6 «Дворец Спорта — Контрактовая пл.».
7 июля пущен новый маршрут № 7 «Пуща-Водица (14-я линия) — пл. Т. Шевченко».
15 июля маршрут № 10 стал работать на три конечные «Старовокзальная ул. — Дворец Спорта — Московская пл.».
10 ноября перенесено движение трамваев с улицы Шота Руставели на улицу Эспланадную, изменены маршруты № 1, № 5, № 6, № 10.
1 марта 1998 года маршрут № 28к переименован в новый маршрут № 35 «ул. А. Сабурова — станция метро „Лесная“».
26 марта введение новой линии «Харьковский массив (ул. Ревуцкого) — станция метро „Позняки“» по ул. А. Ахматовой и просп. Григоренко, пущен маршрут № 8 «Дарницкий вокзал — станция метро „Позняки“».
1 сентября — 1 декабря маршрут № 22 временно перенаправлен к Харьковскому массиву: «бульв. А. Перова — Харьковский массив».
1 октября закрыто движение «Дворец Спорта — Печерск — Мост имени Патона», в связи с чем маршрут № 27 перенаправлен с «Дворец Спорта — бульв. А. Перова» на «Контрактовая пл. — ул. Сосюры».
1 декабря маршрут № 27 продлён от ул. Сосюры до станции метро «Лесная»: «Контрактовая пл. — станция метро „Лесная“».
1 марта пущен новый маршрут № 22к «Дарницкий вокзал — ЗЖБИ», а маршрут № 32 продлён от ул. Сосюры до станции метро «Лесная»: «ДВРЗ — станция метро „Лесная“».
21 марта маршрут № 13 переименован в маршрут № 18 «Старовокзальная ул. — станция метро „Контрактовая пл.“».
26 мая введена новая линия «ул. Милославская — просп. Ватутина»: открытие движения по скоростной линии на массиве Троещина — маршрут № 2 «просп. Ватутина — ул. Милославская».
1 августа маршрут № 2 (скоростной) продлён от ул. Милославской до ул. Сабурова: «просп. Ватутина — ул. Сабурова».
21 мая 2001 года в связи с предстоящим демонтажем линий в районе Дворца Спорта и Лыбедской пл. закрыт маршрут № 10 «Вокзал — Московская пл.».
1 июня закрыты маршруты:
- 1 «ул. Симиренко (Михайловская Борщаговка) — Дворец Спорта»,
- 5 «Дворец Спорта — Зализничный Массив» и
- 6 «Дворец Спорта — Контрактовая пл.» с последующим демонтажом путей по ул. Саксаганского, Эспланадной, Горького, Боженко, Гринченко, Урицкого, Соломенской: трамвай исчез с пл. Московской, Лыбедской, Соломенской (до августа 2003 года оставалась служебная линия «ул. Саксаганского — ул. Боженко — пл. Дзержинского»).

1 января 2003 года закрыт маршрут № 34 «Контрактовая пл. — ул. Энтузиастов (Березняки)».
9 июня 2004 года закрыто движение по мосту имени Патона, просп. Воссоединения до Ленинградской пл. Таким образом трамвайная сеть города была разорвана на две независимые системы, закрыты маршруты:
- 21 Контрактовая пл. — бульв. А. Перова
- 27 Контрактовая пл. — станция метро «Лесная»
- 31 Контрактовая пл. — ЗЖБК

10 июня пущен новый маршрут № 5 «Контрактовая пл. — бульв. Дружбы Народов», ставший, по сути своей, «огрызком» прежних маршрутов № 21, 27, 31 и 34.
1 июля в связи со строительством нового Дарницкого вокзала и предстоящим демонтажем трамвайного кольца маршрут № 8 продлён от Дарницкого вокзала до Ленинградской пл.: «Ленинградская пл. — станция метро „Позняки“».
14 июля в связи со строительством нового Дарницкого вокзала и демонтажем трамвайного кольца закрыт маршрут № 22к «Дарницкий вокзал — ЗЖБК».
В первой половине 2000-х годов пущен короткий маршрут № 11к «ул. Лайоша Гавро — ул. С. Скляренко».
17 сентября закрыто движение по ул. Сосюры и просп. Юрия Гагарина до ул. Сергиенко, в связи с чем маршруты № 8, № 22, № 32 и № 33 в районе Ленинградской пл. запущены по трассе «ул. Сергиенко — ул. Усенко — просп. Ю. Гагарина». Маршрут № 8 продлён от Ленинградской пл. до станции метро «Лесная», закрыт маршрут № 26 «станция метро „Лесная“ — Харьковский массив».
22-25 октября закрыто движение по просп. Юрия Гагарина с переносом на ул. Сергиенко, Павла Усенко и Красногвардейскую. Продлением до станции метро «Лесная» маршрута № 32. Временная работа маршрутов № 22к «Бульвар Перова — ст. М „Лесная“» и № 33к «Ул. Кибальчича — ст. М „Лесная“».
2005 год — поменялось количество и местонахождение трамвайных депо в Киеве:
- 1 сентября Центральное депо имени Шевченко переехало на новую территорию на Южной Борщаговке, введена линия к депо по ул. Булгакова.
- 3 декабря депо имени Красина и Лукьяновское (закрыто) объединены в Подольское после реконструкции производственных помещений.

27 мая 2006 года закрыт маршрут № 4 «станция метро „Героев Днепра“ — ул. Лайоша Гавро» с одновременным открытием вдоль его трассы троллейбусного движения по 44-му маршруту.
28 августа перенесена конечная маршрута № 11 с ул. Нижний Вал на ул. Спасскую.
28—30 октября закрыто движение по Дарницкому мосту, приостановлено движение маршрутов № 8, № 22 и № 29, временная работа маршрута № 29к «Красный Хутор — ЗЖБК». Линию по Дарницкому мосту сделали односторонней.
29 октября маршрут № 1к переименован в маршрут № 1.
27 июня (по другим данным, 9 июня) 2007 года закрыто движение «ст. „Гната Юры“ — ст. „Кольцевая дорога“» на реконструкцию, закрыт маршрут № 3.
1 августа 2007 года закрыто движение «пл. Победы — Старовокзальная ул.» на реконструкцию, в связи с чем маршрут № 1 переименован в № 1к и укорочен до пл. Победы «Михайловская Борщаговка — пл. Победы», а № 15 и № 18 временно закрыты (до 26 ноября).
26 ноября открыт участок «пл. Победы — Старовокзальная ул.» после реконструкции. Маршруты № 15 «Старовокзальная ул. — Автогенный завод» и № 18 «Старовокзальная ул. — Контрактовая пл.» вновь открыты.
8 апреля 2008 года открыт участок «ст. „Гната Юры“ — ст. „Кольцевая дорога“» после реконструкции, а также закрытие участка «пл. Победы — ст. „Воздухофлотская“» на реконструкцию. Маршрут № 1к укорочен до ст. «Политехнической» с разворотом на временном разворотном кольце вблизи станции «Воздухофлотская», пущен маршрут № 3 «ст. „Кольцевая дорога“ — ст. „Политехническая“».
12 октября открыт съезд с бульв. И. Лепсе на просп. Космонавта Комарова вместо линии «ст. бульв. И. Лепсе — ул. Жилянская»: в Киеве снова две трамвайные сети. Маршрут № 1 и № 3 ходят теперь до Старовокзальной через Дегтярёвскую и Дмитровскую. Маршрут № 15 временно закрыт (до 12 июня 2009 года).
1 января 2009 года закрыты скоростной маршрут № 2 на Троещине «ст. „Ватутина“ — ул. Сабурова», а также маршрут № 32 «ДВРЗ — станция метро „Лесная“».
12 июня закрыт временный съезд с Бульвара Лепсе на Проспект Комарова, а также участок скоростного трамвая ст. «Ивана Лепсе» — ст. «Гната Юры». Работа депо им. Шевченко, а также маршрутов № 1 и № 3 временно прекращена, пущен маршрут № 15 «Автогенный завод — Старовокзальная ул.».
Июнь — продление маршрута № 33 от ул. Кибальчича до ул. А. Сабурова.
16 октября — запущена первая очередь скоростного трамвая после реконструкции. Открыто 6 станций, а также маршруты:
- 1 Михайловская Борщаговка — Старовокзальная ул.
- 2 Михайловская Борщаговка — Кольцевая дорога
- 3 ст. «Кольцевая дорога» — Старовокзальная ул.

По состоянию на конец 2012 года реконструированы 11 станций, станция «Воздухофлотская» законсервирована (без остановки) на неопределённое время. На линии, по маршруту трамваев № 1 и № 2, станция «Михайловская Борщаговка» — станция «Гната Юры» (всего 6 станций) ремонтные работы не начинались.
Январь 2011 года — продление маршрута 23 от кольца «Проспект Алишера Навои» до конечной «Бульвар Перова».
23 февраля — закрыт трамвайный маршрут № 5 по Набережному шоссе.
1 июля — 2 сентября — временно закрыты для ремонта коммуникаций трамвайные маршруты № 15 и № 18 по улице Дмитриевской. Вместо них пущен автобус по маршруту «Старовокзальная ул. — ст. м. Лукьяновская».
7 июля начат демонтаж рельс по ул. Братской на Подоле (бывший маршрут № 5).
3 сентября 2012 года из-за нехватки подвижного состава отменён маршрут № 7.
22 октября трамвайный маршрут № 11 переведён на целодневный график. Трамвайный маршрут 11к — закрыт.
24 октября состоялось открытие линии левобережного скоростного трамвая, продлённой до станции городской электрички «Троещина-2». Открыты трамвайные маршруты:
- 4 ст. «Милославская» — ст. «Троещина-2»
- 5 ул. Александра Сабурова — ст. «Троещина-2» (работает только в час пик)

25 октября 2013 года восстановлен маршрут № 32 от станции метро «Лесная» до микрорайона ДВРЗ.
- 32 ДВРЗ — ст. м. «Лесная»

20 октября 2014 года начал работу маршрут № 17.
- 17 Площадь Шевченко — ул. Лайоша Гавро

11 января 2015 года временно отменены маршруты № 25 и № 32.
25 февраля маршрут № 25 восстановлен.
- 25 Харьковский массив — Завод ЗЖБК

14 октября запущен маршрут № 5к. Который в начале 2016 года был закрыт.
- 5к Ул. Милославская — ул. Сабурова

6 ноября запущен маршрут № 28Д.
- 28Д ул. Милославская — ЗЖБК

24 мая 2016 года восстановлен ранее закрытый маршрут № 32.
- 32 ДВРЗ — ст. м. «Лесная»

22 ноября 2016 год Замена остановочных павильонов, трамвайных переездов по ул. Автозаводская
14 августа 2017 года — продление маршрута № 17 от кольца «Площадь Тараса Шевченко» до конечной «Пуща Водица».
- 17 Пуща Водица — ул. Иорданская

15 сентября 2017 года Замена остановочных павильонов, а также трамвайных переездов по ул. Героев Днепра — Ул. Зои Гайдай — Ул. Маршала Тимошенко — Ул. Маршала Малиновского
1 марта 2018 года — продление маршрута № 16 от кольца «Улица Семёна Скляренко» до Контрактовой площади.
- 16 ст. м. «Героев Днепра» — Контрактовая площадь

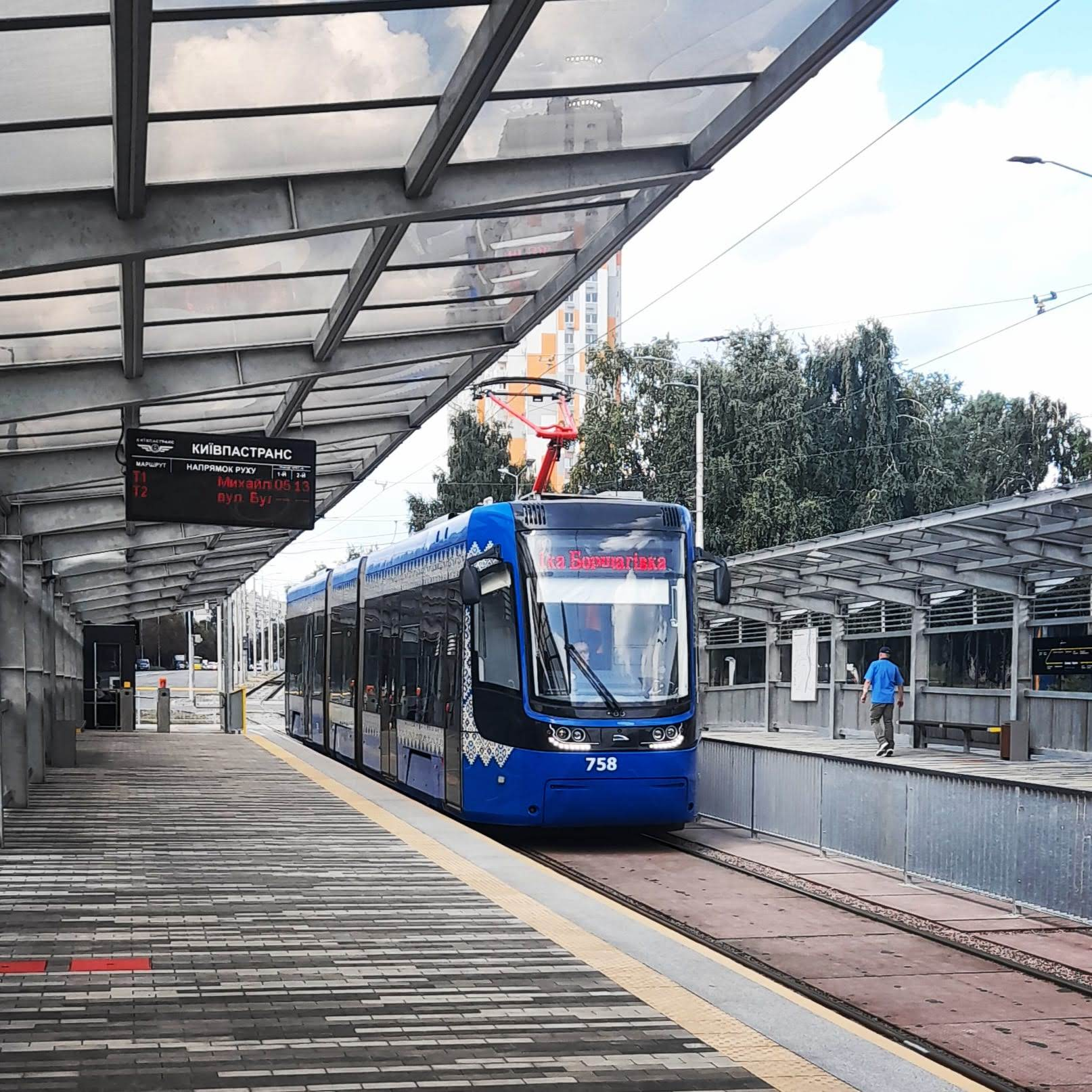
Трамвай на Борщаговке

Со второй половины 2010-х годов проводятся реконструкции линий на ДВРЗ и на участке СТ-1 по бульвару Кольцова и улице Симиренко. В связи с этим временно закрыты маршруты № 2, 23, 32, 33, пущен маршрут № 33к «ул. Сержа Лифаря — ул. Павла Усенко», а также взамен пущены автобусные маршруты:
- 2т Михайловская Борщаговка — Кольцевая дорога
- 33т ст. м. «Черниговская» — ДВРЗ
- 33тк Дарницкая пл. — ДВРЗ

23 марта 2020 года в связи с пандемией COVID-19 и соответствующими противоэпидемическими мерами приостановлена работа всех маршрутов, за исключением маршрутов № 1, 12, 14, 16, 22, а также изменен маршрут № 28д «ст. „Генерала Ватутина“ — станция метро „Позняки“». Проезд в этих маршрутах осуществляется только для отдельных категорий граждан и при наличии спецпропусков, документов, удостоверяющих личность и средств индивидуальной защиты.
23 мая 2020 года возобновлена работа всех маршрутов в обычном режиме.
28 октября 2020 года в связи с реконструкцией линии по просп. Юрия Гагарина и ул. Попудренко на участке от ул. Гната Хоткевича до ст. м. «Лесная» закрыто движение по маршруту № 35 и изменены маршруты № 8, 28 и 29:
- 8 ст. м. «Позняки» — бульв. Перова
- 28 ул. Милославская — ул. Павла Усенко
- 29 ст. м. «Бориспольськая» — просп. Алишера Навои

Также взамен был пущен автобусный маршрут № 28Т «ст. м. „Лесная“ — ст. м. „Черниговская“».
25 мая 2021 года возобновлено движение трамваев № 8, 28, 29 по обычным схемам движения и восстановлен маршрут № 35. Временный автобусный маршрут №28Т закрыт.
2 июня 2021 года в связи с реконструкцией Индустриального путепровода временно закрыто движение маршрутов № 1, 3. Организовывается движение временного маршрута № 2: «пр. Академика Королёва — станция „Ромена Роллана“».

## Перспективы
В ближайшие годы планируется капитальная реконструкция линий по улицам: Кирилловской, Глубочицкой, Дмитриевской, Константиновской, Межигорской, площади Шевченко и Контрактовой площади. На 2019 год планировалось продление скоростного трамвая до Дворца Спорта: первоначально восстановление линии было запланировано на 2020-й год, однако, предложение не было одобрено департаментом архитектуры. Позже сроки открытия линии были перенесены на 2023-й год.
В 2023 году планируют завершить реконструкцию с продлением до Автогенного завода той же линии и запустить линию трамвая-поезда, по маршруту: Милославская — Троещина — Левый берег — Выдубичи — Вокзал — Караваевы Дачи и Дарница — Левый берег — Выдубичи — Вокзал — Кольцевая дорога. В период ближайших двадцати лет планируется строительство новой линии по ул. Ахматовой и Днепровской наб. от проспекта Григоренко до метро Осокорки. Согласно проекту Генплана развития Киева до 2025 г. планируется строительство новой линии, в ближайшие семь лет, по ул. И. Сергиенко от ул. Усенко до Карельского пер., на тот же период предусмотрено продление линии по улице Бориспольской до Шлакоблока.
Тогда же планируется реконструкция пересадочного узла у метро «Черниговская», где обустроят высокие платформы и турникеты; помимо остановки, реконструируют и линию от пр-та Алишера Навои до ул. Гната Хоткевича.

## Подвижной состав

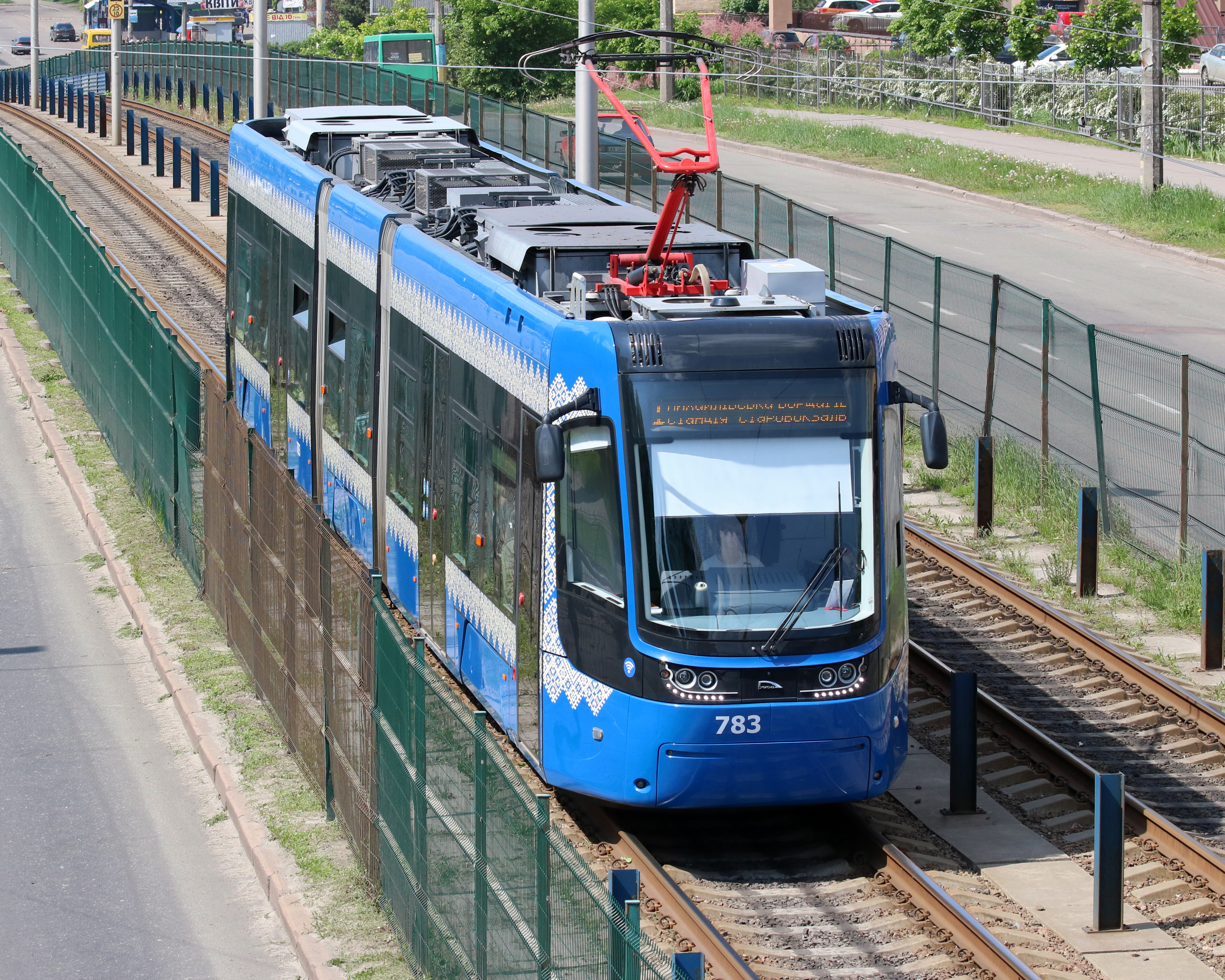
Трамвай Pesa Twist

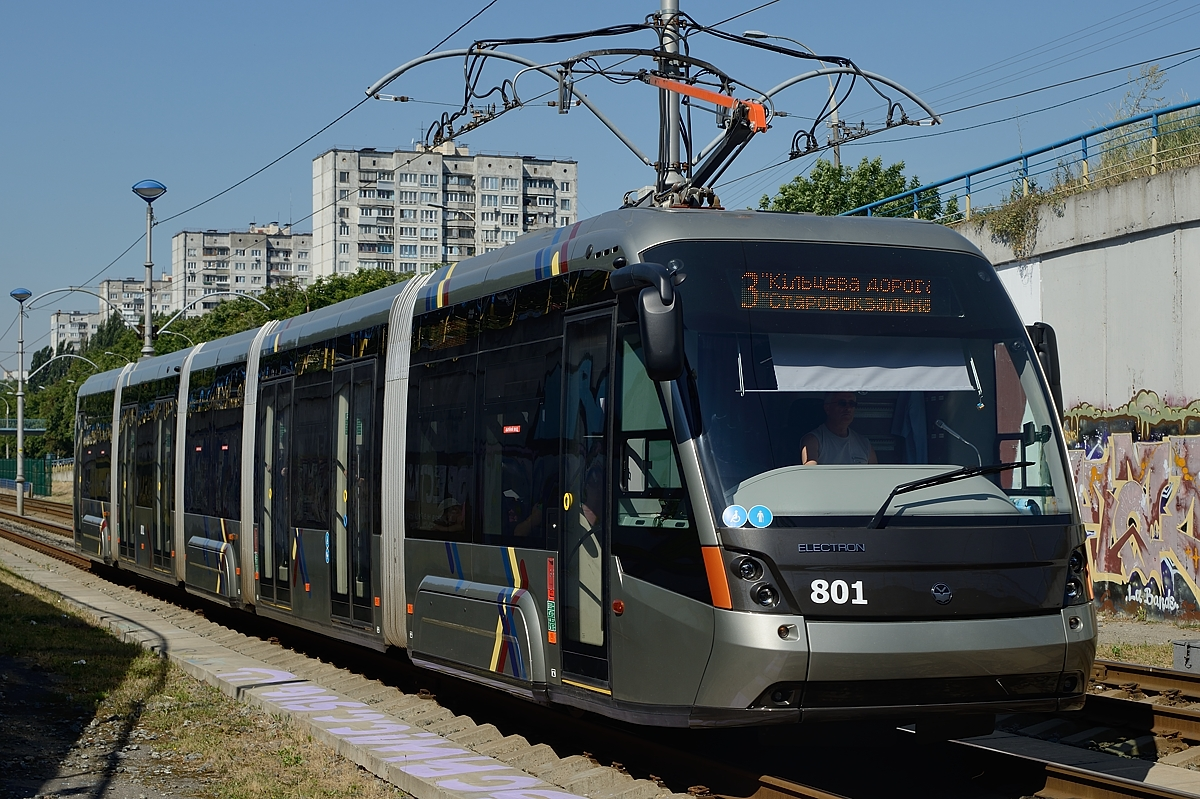
Трамвай Электрон T5B64

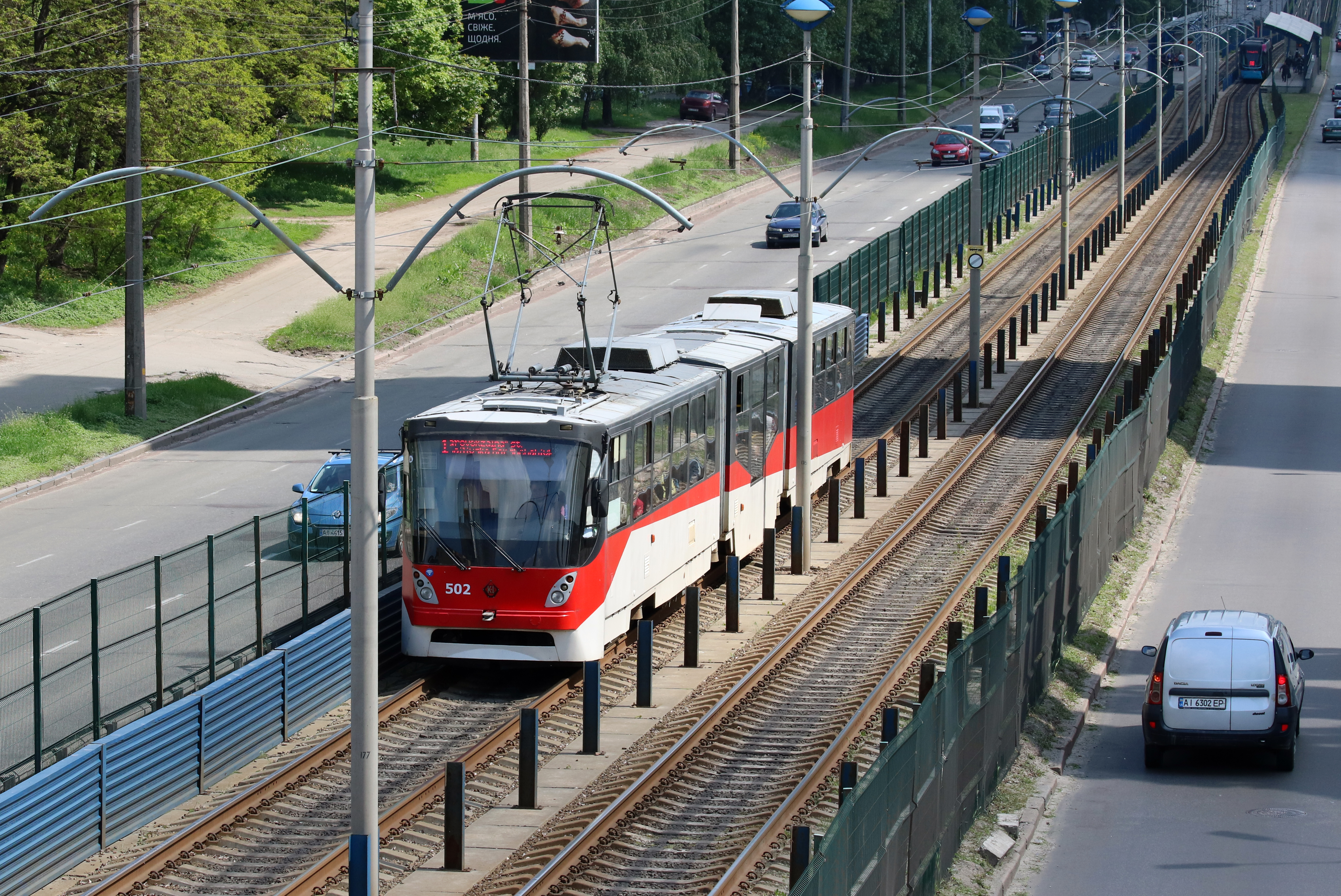
Трамвай К-1М8

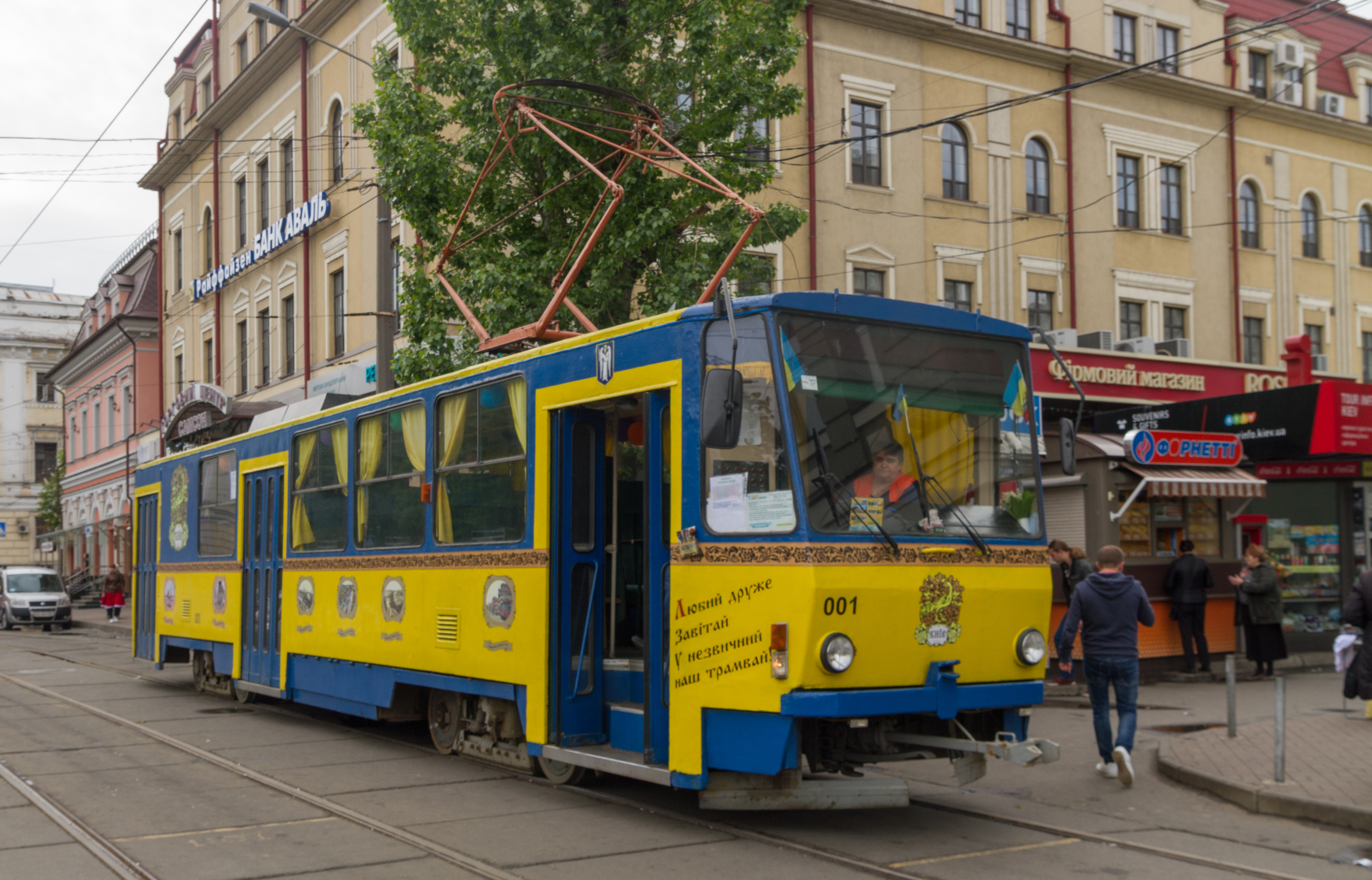
СМЕ трамвайных вагонов Tatra-T6B5 на остановке «Станция метро Контрактовая площадь»

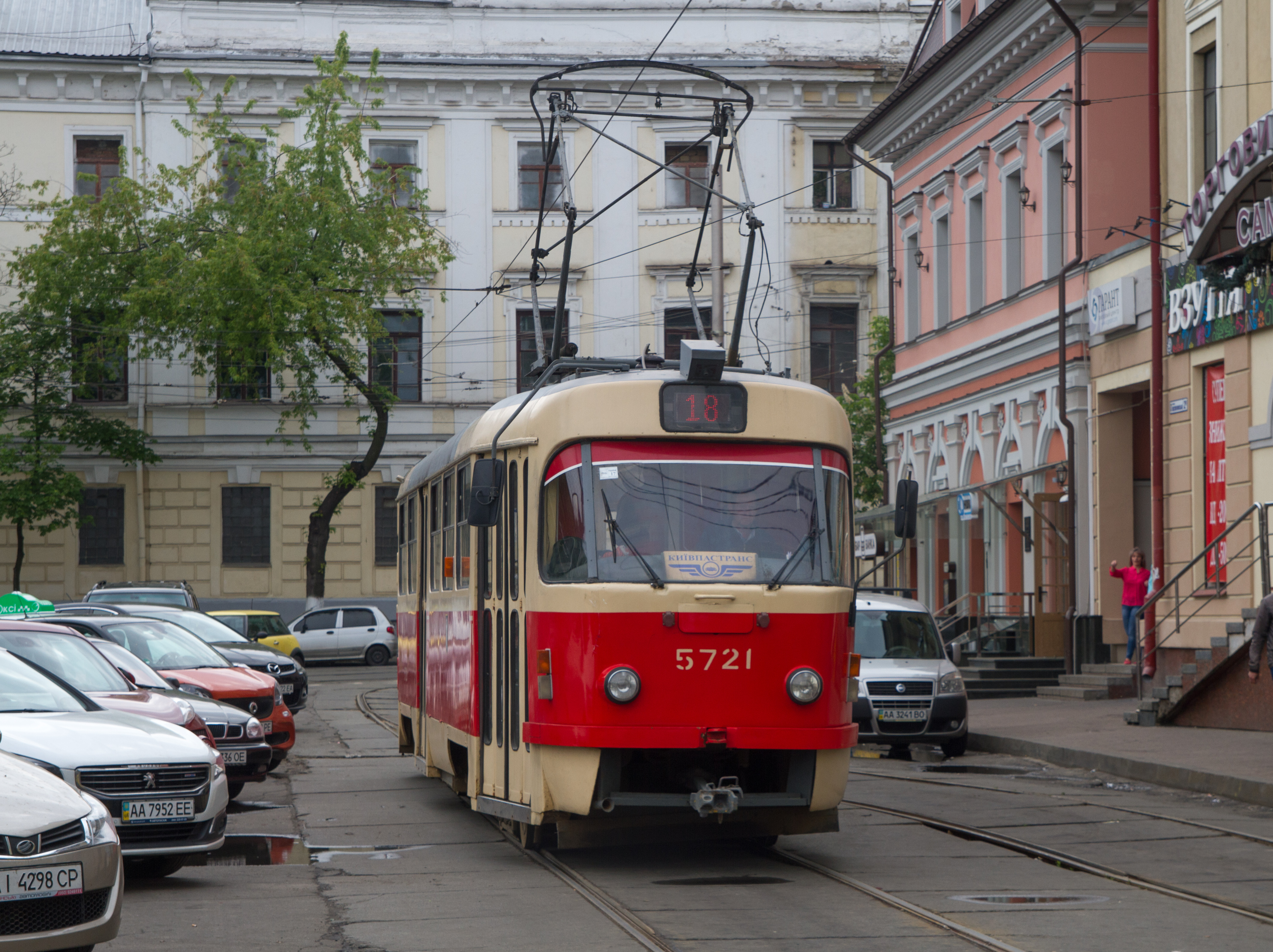
Трамвай Tatra-T3SU после КВР

В настоящее время (на январь 2020 года) маршруты обслуживаются 473 вагонами типа:
| Модель                 | Всего (в настоящее время) | Рабочих (в настоящее время) | Дата начала эксплуатации | Депо                                |
| ---------------------- | ------------------------- | --------------------------- | ------------------------ | ----------------------------------- |
| Tatra T3SU             | 150                       | 80                          | 1964                     | им. Шевченко, Дарницкое, Подольское |
| Tatra T3SUCS           | 137                       | 128                         | 2013                     | им. Шевченко, Дарницкое, Подольское |
| Tatra T3               | 10                        | 8                           | 2012                     | Дарницкое                           |
| Tatra T3R.P «Прогресс» | 6                         | 4                           | 2003                     | Дарницкое                           |
| Tatra T6B5SU           | 76                        | 20                          | 1985                     | им. Шевченко, Дарницкое, Подольское |
| Tatra T6A5             | 7                         | 6                           | 2019                     | Дарницкое                           |
| Tatra K3R-N (KT3UA)    | 14                        | 13                          | 2004                     | им. Шевченко, Дарницкое             |
| К-1                    | 9                         | 8                           | 2010                     | им. Шевченко, Дарницкое             |
| К-1М                   | 8                         | 8                           | 2012                     | им. Шевченко, Дарницкое             |
| К-1М8                  | 4                         | 4                           | 2010                     | им. Шевченко                        |
| К-1М6                  | 1                         | 1                           | 2019                     | Дарницкое                           |
| Татра-Юг Т6Б5          | 2                         | 1                           | 1994                     | Дарницкое                           |
| T3UA-3 «Каштан»        | 6                         | 5                           | 2011                     | Дарницкое                           |
| K3R-NNP «Каштан»       | 1                         | 1                           | 2013                     | им. Шевченко                        |
| Pesa Fokstrot 71-414К  | 50                        | 48                          | 2016                     | им. Шевченко, Дарницкое             |
| Электрон T5B64         | 10                        | 10                          | 2015                     | им. Шевченко                        |
| 71-154М-К              | 1                         | 0                           | 2009                     | им. Шевченко                        |
| Богдан TR843           | 1                         | 1                           | 2012                     | Дарницкое                           |

Ранее эксплуатировались:
- 2-осные моторные:
  - коломенские (6 вагонов) в 1892—1909
  - завода Гербрандт (86 вагонов) в 1894—1935
  - киевские (7 вагонов) в 1894—1917
  - петербуржские (3 вагона) в 1896—1917
  - завода Гостынского (16 вагонов) в 1899—1917
  - завода MAN (нюрнбергские) (61 вагон) в 1904—1951
  - киевских мастерских (41 вагон) в 1911—1955
  - типа Х (49 вагонов) в 1928—1961 (в 1928 года с Николаевского завода, в 1934-1937 годах — с Мытищинского завода, в 1939—1940 годах — с усть-катавского завода)
  - типа 2М (131 вагон) в 1930—1955
- 2-осные прицепные:
  - киевских мастерских (88 вагонов) в 1893—1940
  - типа М и 2П (170 вагонов) в 1930—1961
- другие:
  - 4-осные моторные («Пульманы»; нюрнбергские, Рагено, КЗЭТ) (85 вагонов) в 1902—1962
  - М1 (9 вагонов) в 1940—1961
  - КТМ-1/КТП-1 (65/65 вагонов) в 1948—1966
  - МТВ-82 (254 вагона) в 1949—1984
  - КТВ-55 и КТВ-59 (14 вагонов) в 1955—1984
  - КТП-55 и КТП-59 (93 вагона) в 1955—1984
  - КТВ-55-2/КТВ-57 (81 вагон) в 1955—1987
  - ЛМ-57 (1 вагон) в 1957—1967
  - РВЗ-6 (40 вагонов) в 1962—1969
  - Tatra T2 (50 вагонов) в 1960—1987

## Трамвайные депо Киева
- Дарницкое трамвайное депо (ранее — депо имени Фрунзе)
  - Адрес: ул. Павла Усенко, 6;
  - Открыто: 1959 год;
  - Подвижной состав: Tatra T3, Tatra T3SU, Tatra T3SUCS, Tatra T6B5SU, Tatra T6A5, К-1, T3UA-3 «Каштан», Богдан TR843, K-1M, KT3UA, K-1M6;
  - Маршруты: 4, 5, 8, 22, 23, 25, 28, 28Д, 29, 32, 33, 35.
- Подольское трамвайное депо (ранее — Троицкое депо, депо имени Красина)
  - Адрес: ул. Кирилловская, 132
  - Открыто: 2005 (1891) год;
  - Подвижной состав: Tatra T3SU, Tatra T3SUCS;
  - Маршруты: 11, 12, 14, 15, 16, 17, 18, 19.
- Трамвайное депо имени Шевченко
  - Адрес: просп. Королёва, 7;
  - Открыто: 2005 год;
  - Подвижной состав: Tatra T3SU, Tatra T3SUCS, KT3UA, К1М8, К-1, 71-154М, K3R-NNP «Каштан», K-1M, Электрон T5B64, Pesa 71-414к 
  - Маршруты: 1, 2, 3.
- Васильковское трамвайное депо основано в 1891 году, с 1904 года здесь сконцентрированы только трамвайные мастерские, а в последующем — вагоноремонтный завод имени Домбаля (переименован в завод имени Дзержинского), затем — Киевский завод электротранспорта. Позже восстановлено как трампарк № 1 в 1936 году.
- Александровское депо основано в 1892 году, закрыто в 1910 году (располагалось у основания Александровского спуска).
- Лукьяновское депо основано в 1892 году (располагалось у Лукьяновского базара), переименовано в депо имени Ленина, закрыто в 2005 году.
- Кузнечное депо основано в 1894 году (располагалось по ул. Деловой), переименовано в депо имени Шевченко, перенесено на нынешнее место в 2005 году.
- Слободское бензотрамвайное депо открыто в 1911 году, уничтожено во время войны в 1941 году.
- Шулявское депо основано в 1900 году, закрыто в 1924 году (располагалось по Брест-Литовскому шоссе).

## Оплата проезда

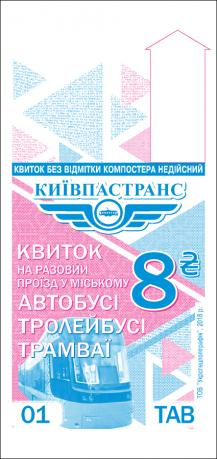
Талон на проезд в киевском транспорте с 14.07.2018

Для оплаты проезда в Киеве можно использовать разовый билет, который даёт право одной поездки, либо проездной билет на срок действия.
С 31 января 2009 года введены новые цены на проезд. Разовый проездной билет стал стоить 1 гривну 50 копеек. Его можно приобрести на остановках в билетных киосках либо в салоне у кондуктора или водителя.
10 декабря 2009 года были отменены проездные билеты на квартал и год. Остались только месячные проездные.

Стоимость проездных билетов на срок действия:
С 2013 года введены талоны для электронного компостирования.
С 7 февраля 2015 года введены новые цены на проезд. Разовый проездной билет стал стоить 3 гривны. Его можно приобрести на остановках в билетных киосках либо в салоне у кондуктора или водителя.
С 15 июля 2017 года введены новые цены на проезд. Разовый проездной билет стоит 4 гривны. Его можно приобрести на остановках в билетных киосках либо в салоне у кондуктора или водителя.
С 14 июля 2018 цена за разовый проезд составляет 8 гривен. При использовании электронной карты Kyiv Smart Card стоимость разового проезда варьируется от 6,50 до 8 гривен.

## В культуре
- Киевскому трамваю посвящена народная песня на смеси идиш и русского языков «Киевский трамвай», первая известная магнитофонная запись которой была сделана Дмитрием Шварцем[52].